# Campeonato Brasileiro de Futebol de 2024 - Série A
A Série A do Campeonato Brasileiro de Futebol de 2024, oficialmente Brasileirão Betano 2024 por questões de patrocínio, foi a 69ª edição da principal divisão do futebol brasileiro. A disputa teve o mesmo regulamento desde 2003, quando foi implementado o sistema de pontos corridos. Não houve pausa para a Copa América, que foi realizada entre 20 de junho e 14 de julho, nos Estados Unidos, tampouco para os Jogos Olímpicos de Paris, que foram realizados entre 26 de julho e 11 de agosto.
Em 15 de maio, a Confederação Brasileira de Futebol (CBF) suspendeu a competição devido às catástrofes das enchentes no Rio Grande do Sul, ocasionando o adiamento de partidas da sétima e oitava rodadas.
Assim como no ano anterior, o campeonato foi novamente definido na última rodada. O Botafogo conquistou seu terceiro título brasileiro após vencer o São Paulo por 2–1, no Rio de Janeiro. Foi a primeira conquista do clube carioca na Série A em 29 anos, pouco mais de uma semana após a vencer sua primeira Copa Libertadores, igualando os feitos de Santos (em 1962 e 1963) e Flamengo (2019) como os únicos a conquistar os principais títulos brasileiro e sul-americano numa mesma temporada. O campeonato teve a segunda maior média de público da história, atrás apenas de 2023.
Com três rodadas de antecedência, o Atlético Goianiense foi o primeiro clube matematicamente rebaixado para a Série B de 2025, ao perder em casa para o Palmeiras, por 1–0. Mesmo sem entrar em campo, o Cuiabá foi o segundo clube matematicamente rebaixado após a vitória do Juventude sobre o Atlético Mineiro, fora de casa, pela 36.ª rodada. Na penúltima rodada, o Criciúma foi o terceiro clube com o rebaixamento confirmado, após perder para o Flamengo, em casa, por 3–0, juntamente com a vitória do Fluminense por 1–0 sobre o Cuiabá, no Rio de Janeiro. O Athletico Paranaense completou o grupo de clubes na Série B de 2025 na última rodada, ao perder o confronto direto contra o Atlético Mineiro, fora de casa, por 1–0.

## Regulamento

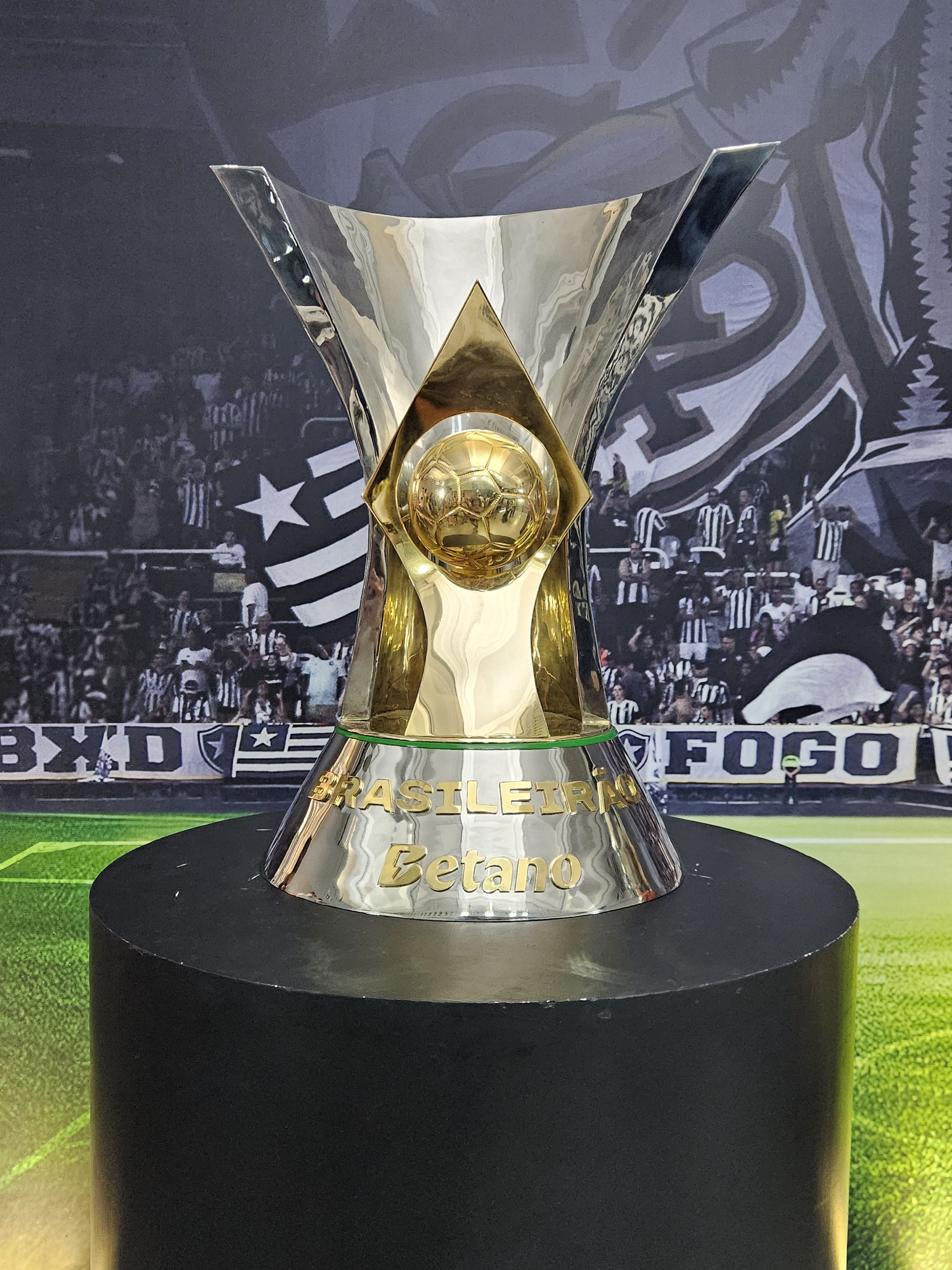
Troféu do Campeonato Brasileiro de 2024, vencido pelo Botafogo.

A Série A de 2024 foi disputada por vinte clubes em dois turnos. Em cada turno, todos os clubes jogam entre si uma única vez. Os jogos do segundo turno foram realizados na mesma ordem do primeiro, apenas com o mando de campo invertido. Não houve campeões por turnos, sendo declarado campeão brasileiro o clube que obteve o maior número de pontos após as 38 rodadas. Ao final da competição, os seis primeiros clubes se classificaram à Copa Libertadores de 2025, os seis clubes subsequentes se classificaram à Copa Sul-Americana de 2025, e os quatro últimos foram rebaixados para a Série B do ano seguinte. O campeão se classificou para a Supercopa Rei de 2025 contra o campeão da Copa do Brasil de 2024.
Introduzido em 2019, o árbitro assistente de vídeo (VAR, do inglês Video Assistant Referee), esteve disponível em todas as 380 partidas do campeonato, tendo seus custos com tecnologia e infraestrutura pagos pela CBF. A partir dessa edição, os árbitros precisaram comunicar para todo o estádio em áudio e vídeo após a revisão dos lances.

### Critérios de desempate
Em caso de empate por pontos entre dois clubes, os critérios de desempate foram aplicados na seguinte ordem:
1. Número de vitórias;
2. Saldo de gols;
3. Gols pró (marcados);
4. Confronto direto;
5. Menor número de cartões vermelhos;
6. Menor número de cartões amarelos;
7. Sorteio.

## Participantes
| Equipe               | Cidade            | Estado | Em 2023       | Estádio (mando)                  | Capacidade | Títulos                                                                      |
| -------------------- | ----------------- | ------ | ------------- | -------------------------------- | ---------- | ---------------------------------------------------------------------------- |
| Athletico Paranaense | Curitiba          | PR     | 8.º           | Ligga Arena                      | 42 370     | 1 (2001)                                                                     |
| Atlético Goianiense  | Goiânia           | GO     | 4.º (Série B) | Antônio Accioly                  | 12 500     | 0 (não possui)                                                               |
| Atlético Mineiro     | Belo Horizonte    | MG     | 3.º           | Arena MRV                        | 44 892     | 3 (1937, 1971 e 2021)                                                        |
| Bahia                | Salvador          | BA     | 16.º          | Casa de Apostas Arena Fonte Nova | 50 025     | 2 (1959 e 1988)                                                              |
| Botafogo             | Rio de Janeiro    | RJ     | 5.º           | Nilton Santos                    | 44 661     | 2 (1968 e 1995)                                                              |
| Corinthians          | São Paulo         | SP     | 13.º          | Neo Química Arena                | 47 605     | 7 (1990, 1998, 1999, 2005, 2011, 2015 e 2017)                                |
| Criciúma             | Criciúma          | SC     | 3.º (Série B) | Heriberto Hülse                  | 19 225     | 0 (não possui)                                                               |
| Cruzeiro             | Belo Horizonte    | MG     | 14.º          | Mineirão                         | 61 927     | 4 (1966, 2003, 2013 e 2014)                                                  |
| Cuiabá               | Cuiabá            | MT     | 12.º          | Arena Pantanal                   | 44 097     | 0 (não possui)                                                               |
| Flamengo             | Rio de Janeiro    | RJ     | 4.º           | Maracanã                         | 78 838     | 7 (1980, 1982, 1983, 1992, 2009, 2019 e 2020)                                |
| Fluminense           | Rio de Janeiro    | RJ     | 7.º           | Maracanã                         | 78 838     | 4 (1970, 1984, 2010 e 2012)                                                  |
| Fortaleza            | Fortaleza         | CE     | 10.º          | Arena Castelão                   | 63 903     | 0 (não possui)                                                               |
| Grêmio               | Porto Alegre      | RS     | 2.º           | Arena do Grêmio                  | 55 662     | 2 (1981 e 1996)                                                              |
| Internacional        | Porto Alegre      | RS     | 9.º           | Beira-Rio                        | 50 842     | 3 (1975, 1976 e 1979)                                                        |
| Juventude            | Caxias do Sul     | RS     | 2.º (Série B) | Alfredo Jaconi                   | 19 924     | 0 (não possui)                                                               |
| Palmeiras            | São Paulo         | SP     | 1.º           | Allianz Parque                   | 43 713     | 12 (1960, 1967, 1967, 1969, 1972, 1973, 1993, 1994, 2016, 2018, 2022 e 2023) |
| Red Bull Bragantino  | Bragança Paulista | SP     | 6.º           | Nabi Abi Chedid                  | 15 010     | 0 (não possui)                                                               |
| São Paulo            | São Paulo         | SP     | 11.º          | MorumBIS                         | 72 039     | 6 (1977, 1986, 1991, 2006, 2007 e 2008)                                      |
| Vasco da Gama        | Rio de Janeiro    | RJ     | 15.º          | São Januário                     | 21 680     | 4 (1974, 1989 e 1997 e 2000)                                                 |
| Vitória              | Salvador          | BA     | 1.º (Série B) | Barradão                         | 29 168     | 0 (não possui)                                                               |

## Estádios
| Athletico Paranaense | Atlético Goianiense | Atlético Mineiro | Bahia | Botafogo | Corinthians        |
| --- | --- | --- | --- | --- | ------------------ |
| Ligga Arena | Antônio Accioly | Arena MRV | Arena Fonte Nova | Nilton Santos | Neo Química Arena  |
| Capacidade: 42 370 | Capacidade: 12 500 | Capacidade: 44 892 | Capacidade: 50 025 | Capacidade: 44 661 | Capacidade: 47 605 |
| | | | | |                    |
| Criciúma | \| Athletico-PR Atlético-GO Atlético Mineiro Bahia Criciúma Cruzeiro Cuiabá Fortaleza Grêmio Internacional Juventude RB Bragantino Vitória Rio de Janeiro Rio de Janeiro: Botafogo Flamengo Fluminense Vasco da Gama São Paulo São Paulo: Corinthians Palmeiras São PauloLocalização dos times por Estado. Localização das equipes participantes da Série A de 2024 \| | \| Athletico-PR Atlético-GO Atlético Mineiro Bahia Criciúma Cruzeiro Cuiabá Fortaleza Grêmio Internacional Juventude RB Bragantino Vitória Rio de Janeiro Rio de Janeiro: Botafogo Flamengo Fluminense Vasco da Gama São Paulo São Paulo: Corinthians Palmeiras São PauloLocalização dos times por Estado. Localização das equipes participantes da Série A de 2024 \| | \| Athletico-PR Atlético-GO Atlético Mineiro Bahia Criciúma Cruzeiro Cuiabá Fortaleza Grêmio Internacional Juventude RB Bragantino Vitória Rio de Janeiro Rio de Janeiro: Botafogo Flamengo Fluminense Vasco da Gama São Paulo São Paulo: Corinthians Palmeiras São PauloLocalização dos times por Estado. Localização das equipes participantes da Série A de 2024 \| | \| Athletico-PR Atlético-GO Atlético Mineiro Bahia Criciúma Cruzeiro Cuiabá Fortaleza Grêmio Internacional Juventude RB Bragantino Vitória Rio de Janeiro Rio de Janeiro: Botafogo Flamengo Fluminense Vasco da Gama São Paulo São Paulo: Corinthians Palmeiras São PauloLocalização dos times por Estado. Localização das equipes participantes da Série A de 2024 \| | Cruzeiro           |
| Heriberto Hülse | \| Athletico-PR Atlético-GO Atlético Mineiro Bahia Criciúma Cruzeiro Cuiabá Fortaleza Grêmio Internacional Juventude RB Bragantino Vitória Rio de Janeiro Rio de Janeiro: Botafogo Flamengo Fluminense Vasco da Gama São Paulo São Paulo: Corinthians Palmeiras São PauloLocalização dos times por Estado. Localização das equipes participantes da Série A de 2024 \| | \| Athletico-PR Atlético-GO Atlético Mineiro Bahia Criciúma Cruzeiro Cuiabá Fortaleza Grêmio Internacional Juventude RB Bragantino Vitória Rio de Janeiro Rio de Janeiro: Botafogo Flamengo Fluminense Vasco da Gama São Paulo São Paulo: Corinthians Palmeiras São PauloLocalização dos times por Estado. Localização das equipes participantes da Série A de 2024 \| | \| Athletico-PR Atlético-GO Atlético Mineiro Bahia Criciúma Cruzeiro Cuiabá Fortaleza Grêmio Internacional Juventude RB Bragantino Vitória Rio de Janeiro Rio de Janeiro: Botafogo Flamengo Fluminense Vasco da Gama São Paulo São Paulo: Corinthians Palmeiras São PauloLocalização dos times por Estado. Localização das equipes participantes da Série A de 2024 \| | \| Athletico-PR Atlético-GO Atlético Mineiro Bahia Criciúma Cruzeiro Cuiabá Fortaleza Grêmio Internacional Juventude RB Bragantino Vitória Rio de Janeiro Rio de Janeiro: Botafogo Flamengo Fluminense Vasco da Gama São Paulo São Paulo: Corinthians Palmeiras São PauloLocalização dos times por Estado. Localização das equipes participantes da Série A de 2024 \| | Mineirão           |
| Capacidade: 19 900 | \| Athletico-PR Atlético-GO Atlético Mineiro Bahia Criciúma Cruzeiro Cuiabá Fortaleza Grêmio Internacional Juventude RB Bragantino Vitória Rio de Janeiro Rio de Janeiro: Botafogo Flamengo Fluminense Vasco da Gama São Paulo São Paulo: Corinthians Palmeiras São PauloLocalização dos times por Estado. Localização das equipes participantes da Série A de 2024 \| | \| Athletico-PR Atlético-GO Atlético Mineiro Bahia Criciúma Cruzeiro Cuiabá Fortaleza Grêmio Internacional Juventude RB Bragantino Vitória Rio de Janeiro Rio de Janeiro: Botafogo Flamengo Fluminense Vasco da Gama São Paulo São Paulo: Corinthians Palmeiras São PauloLocalização dos times por Estado. Localização das equipes participantes da Série A de 2024 \| | \| Athletico-PR Atlético-GO Atlético Mineiro Bahia Criciúma Cruzeiro Cuiabá Fortaleza Grêmio Internacional Juventude RB Bragantino Vitória Rio de Janeiro Rio de Janeiro: Botafogo Flamengo Fluminense Vasco da Gama São Paulo São Paulo: Corinthians Palmeiras São PauloLocalização dos times por Estado. Localização das equipes participantes da Série A de 2024 \| | \| Athletico-PR Atlético-GO Atlético Mineiro Bahia Criciúma Cruzeiro Cuiabá Fortaleza Grêmio Internacional Juventude RB Bragantino Vitória Rio de Janeiro Rio de Janeiro: Botafogo Flamengo Fluminense Vasco da Gama São Paulo São Paulo: Corinthians Palmeiras São PauloLocalização dos times por Estado. Localização das equipes participantes da Série A de 2024 \| | Capacidade: 61 927 |
| | \| Athletico-PR Atlético-GO Atlético Mineiro Bahia Criciúma Cruzeiro Cuiabá Fortaleza Grêmio Internacional Juventude RB Bragantino Vitória Rio de Janeiro Rio de Janeiro: Botafogo Flamengo Fluminense Vasco da Gama São Paulo São Paulo: Corinthians Palmeiras São PauloLocalização dos times por Estado. Localização das equipes participantes da Série A de 2024 \| | \| Athletico-PR Atlético-GO Atlético Mineiro Bahia Criciúma Cruzeiro Cuiabá Fortaleza Grêmio Internacional Juventude RB Bragantino Vitória Rio de Janeiro Rio de Janeiro: Botafogo Flamengo Fluminense Vasco da Gama São Paulo São Paulo: Corinthians Palmeiras São PauloLocalização dos times por Estado. Localização das equipes participantes da Série A de 2024 \| | \| Athletico-PR Atlético-GO Atlético Mineiro Bahia Criciúma Cruzeiro Cuiabá Fortaleza Grêmio Internacional Juventude RB Bragantino Vitória Rio de Janeiro Rio de Janeiro: Botafogo Flamengo Fluminense Vasco da Gama São Paulo São Paulo: Corinthians Palmeiras São PauloLocalização dos times por Estado. Localização das equipes participantes da Série A de 2024 \| | \| Athletico-PR Atlético-GO Atlético Mineiro Bahia Criciúma Cruzeiro Cuiabá Fortaleza Grêmio Internacional Juventude RB Bragantino Vitória Rio de Janeiro Rio de Janeiro: Botafogo Flamengo Fluminense Vasco da Gama São Paulo São Paulo: Corinthians Palmeiras São PauloLocalização dos times por Estado. Localização das equipes participantes da Série A de 2024 \| |                    |
| Cuiabá | \| Athletico-PR Atlético-GO Atlético Mineiro Bahia Criciúma Cruzeiro Cuiabá Fortaleza Grêmio Internacional Juventude RB Bragantino Vitória Rio de Janeiro Rio de Janeiro: Botafogo Flamengo Fluminense Vasco da Gama São Paulo São Paulo: Corinthians Palmeiras São PauloLocalização dos times por Estado. Localização das equipes participantes da Série A de 2024 \| | \| Athletico-PR Atlético-GO Atlético Mineiro Bahia Criciúma Cruzeiro Cuiabá Fortaleza Grêmio Internacional Juventude RB Bragantino Vitória Rio de Janeiro Rio de Janeiro: Botafogo Flamengo Fluminense Vasco da Gama São Paulo São Paulo: Corinthians Palmeiras São PauloLocalização dos times por Estado. Localização das equipes participantes da Série A de 2024 \| | \| Athletico-PR Atlético-GO Atlético Mineiro Bahia Criciúma Cruzeiro Cuiabá Fortaleza Grêmio Internacional Juventude RB Bragantino Vitória Rio de Janeiro Rio de Janeiro: Botafogo Flamengo Fluminense Vasco da Gama São Paulo São Paulo: Corinthians Palmeiras São PauloLocalização dos times por Estado. Localização das equipes participantes da Série A de 2024 \| | \| Athletico-PR Atlético-GO Atlético Mineiro Bahia Criciúma Cruzeiro Cuiabá Fortaleza Grêmio Internacional Juventude RB Bragantino Vitória Rio de Janeiro Rio de Janeiro: Botafogo Flamengo Fluminense Vasco da Gama São Paulo São Paulo: Corinthians Palmeiras São PauloLocalização dos times por Estado. Localização das equipes participantes da Série A de 2024 \| | Flamengo           |
| Arena Pantanal | \| Athletico-PR Atlético-GO Atlético Mineiro Bahia Criciúma Cruzeiro Cuiabá Fortaleza Grêmio Internacional Juventude RB Bragantino Vitória Rio de Janeiro Rio de Janeiro: Botafogo Flamengo Fluminense Vasco da Gama São Paulo São Paulo: Corinthians Palmeiras São PauloLocalização dos times por Estado. Localização das equipes participantes da Série A de 2024 \| | \| Athletico-PR Atlético-GO Atlético Mineiro Bahia Criciúma Cruzeiro Cuiabá Fortaleza Grêmio Internacional Juventude RB Bragantino Vitória Rio de Janeiro Rio de Janeiro: Botafogo Flamengo Fluminense Vasco da Gama São Paulo São Paulo: Corinthians Palmeiras São PauloLocalização dos times por Estado. Localização das equipes participantes da Série A de 2024 \| | \| Athletico-PR Atlético-GO Atlético Mineiro Bahia Criciúma Cruzeiro Cuiabá Fortaleza Grêmio Internacional Juventude RB Bragantino Vitória Rio de Janeiro Rio de Janeiro: Botafogo Flamengo Fluminense Vasco da Gama São Paulo São Paulo: Corinthians Palmeiras São PauloLocalização dos times por Estado. Localização das equipes participantes da Série A de 2024 \| | \| Athletico-PR Atlético-GO Atlético Mineiro Bahia Criciúma Cruzeiro Cuiabá Fortaleza Grêmio Internacional Juventude RB Bragantino Vitória Rio de Janeiro Rio de Janeiro: Botafogo Flamengo Fluminense Vasco da Gama São Paulo São Paulo: Corinthians Palmeiras São PauloLocalização dos times por Estado. Localização das equipes participantes da Série A de 2024 \| | Maracanã           |
| Capacidade: 44 000 | \| Athletico-PR Atlético-GO Atlético Mineiro Bahia Criciúma Cruzeiro Cuiabá Fortaleza Grêmio Internacional Juventude RB Bragantino Vitória Rio de Janeiro Rio de Janeiro: Botafogo Flamengo Fluminense Vasco da Gama São Paulo São Paulo: Corinthians Palmeiras São PauloLocalização dos times por Estado. Localização das equipes participantes da Série A de 2024 \| | \| Athletico-PR Atlético-GO Atlético Mineiro Bahia Criciúma Cruzeiro Cuiabá Fortaleza Grêmio Internacional Juventude RB Bragantino Vitória Rio de Janeiro Rio de Janeiro: Botafogo Flamengo Fluminense Vasco da Gama São Paulo São Paulo: Corinthians Palmeiras São PauloLocalização dos times por Estado. Localização das equipes participantes da Série A de 2024 \| | \| Athletico-PR Atlético-GO Atlético Mineiro Bahia Criciúma Cruzeiro Cuiabá Fortaleza Grêmio Internacional Juventude RB Bragantino Vitória Rio de Janeiro Rio de Janeiro: Botafogo Flamengo Fluminense Vasco da Gama São Paulo São Paulo: Corinthians Palmeiras São PauloLocalização dos times por Estado. Localização das equipes participantes da Série A de 2024 \| | \| Athletico-PR Atlético-GO Atlético Mineiro Bahia Criciúma Cruzeiro Cuiabá Fortaleza Grêmio Internacional Juventude RB Bragantino Vitória Rio de Janeiro Rio de Janeiro: Botafogo Flamengo Fluminense Vasco da Gama São Paulo São Paulo: Corinthians Palmeiras São PauloLocalização dos times por Estado. Localização das equipes participantes da Série A de 2024 \| | Capacidade: 78 838 |
| | \| Athletico-PR Atlético-GO Atlético Mineiro Bahia Criciúma Cruzeiro Cuiabá Fortaleza Grêmio Internacional Juventude RB Bragantino Vitória Rio de Janeiro Rio de Janeiro: Botafogo Flamengo Fluminense Vasco da Gama São Paulo São Paulo: Corinthians Palmeiras São PauloLocalização dos times por Estado. Localização das equipes participantes da Série A de 2024 \| | \| Athletico-PR Atlético-GO Atlético Mineiro Bahia Criciúma Cruzeiro Cuiabá Fortaleza Grêmio Internacional Juventude RB Bragantino Vitória Rio de Janeiro Rio de Janeiro: Botafogo Flamengo Fluminense Vasco da Gama São Paulo São Paulo: Corinthians Palmeiras São PauloLocalização dos times por Estado. Localização das equipes participantes da Série A de 2024 \| | \| Athletico-PR Atlético-GO Atlético Mineiro Bahia Criciúma Cruzeiro Cuiabá Fortaleza Grêmio Internacional Juventude RB Bragantino Vitória Rio de Janeiro Rio de Janeiro: Botafogo Flamengo Fluminense Vasco da Gama São Paulo São Paulo: Corinthians Palmeiras São PauloLocalização dos times por Estado. Localização das equipes participantes da Série A de 2024 \| | \| Athletico-PR Atlético-GO Atlético Mineiro Bahia Criciúma Cruzeiro Cuiabá Fortaleza Grêmio Internacional Juventude RB Bragantino Vitória Rio de Janeiro Rio de Janeiro: Botafogo Flamengo Fluminense Vasco da Gama São Paulo São Paulo: Corinthians Palmeiras São PauloLocalização dos times por Estado. Localização das equipes participantes da Série A de 2024 \| |                    |
| Fluminense | \| Athletico-PR Atlético-GO Atlético Mineiro Bahia Criciúma Cruzeiro Cuiabá Fortaleza Grêmio Internacional Juventude RB Bragantino Vitória Rio de Janeiro Rio de Janeiro: Botafogo Flamengo Fluminense Vasco da Gama São Paulo São Paulo: Corinthians Palmeiras São PauloLocalização dos times por Estado. Localização das equipes participantes da Série A de 2024 \| | \| Athletico-PR Atlético-GO Atlético Mineiro Bahia Criciúma Cruzeiro Cuiabá Fortaleza Grêmio Internacional Juventude RB Bragantino Vitória Rio de Janeiro Rio de Janeiro: Botafogo Flamengo Fluminense Vasco da Gama São Paulo São Paulo: Corinthians Palmeiras São PauloLocalização dos times por Estado. Localização das equipes participantes da Série A de 2024 \| | \| Athletico-PR Atlético-GO Atlético Mineiro Bahia Criciúma Cruzeiro Cuiabá Fortaleza Grêmio Internacional Juventude RB Bragantino Vitória Rio de Janeiro Rio de Janeiro: Botafogo Flamengo Fluminense Vasco da Gama São Paulo São Paulo: Corinthians Palmeiras São PauloLocalização dos times por Estado. Localização das equipes participantes da Série A de 2024 \| | \| Athletico-PR Atlético-GO Atlético Mineiro Bahia Criciúma Cruzeiro Cuiabá Fortaleza Grêmio Internacional Juventude RB Bragantino Vitória Rio de Janeiro Rio de Janeiro: Botafogo Flamengo Fluminense Vasco da Gama São Paulo São Paulo: Corinthians Palmeiras São PauloLocalização dos times por Estado. Localização das equipes participantes da Série A de 2024 \| | Fortaleza          |
| Maracanã | \| Athletico-PR Atlético-GO Atlético Mineiro Bahia Criciúma Cruzeiro Cuiabá Fortaleza Grêmio Internacional Juventude RB Bragantino Vitória Rio de Janeiro Rio de Janeiro: Botafogo Flamengo Fluminense Vasco da Gama São Paulo São Paulo: Corinthians Palmeiras São PauloLocalização dos times por Estado. Localização das equipes participantes da Série A de 2024 \| | \| Athletico-PR Atlético-GO Atlético Mineiro Bahia Criciúma Cruzeiro Cuiabá Fortaleza Grêmio Internacional Juventude RB Bragantino Vitória Rio de Janeiro Rio de Janeiro: Botafogo Flamengo Fluminense Vasco da Gama São Paulo São Paulo: Corinthians Palmeiras São PauloLocalização dos times por Estado. Localização das equipes participantes da Série A de 2024 \| | \| Athletico-PR Atlético-GO Atlético Mineiro Bahia Criciúma Cruzeiro Cuiabá Fortaleza Grêmio Internacional Juventude RB Bragantino Vitória Rio de Janeiro Rio de Janeiro: Botafogo Flamengo Fluminense Vasco da Gama São Paulo São Paulo: Corinthians Palmeiras São PauloLocalização dos times por Estado. Localização das equipes participantes da Série A de 2024 \| | \| Athletico-PR Atlético-GO Atlético Mineiro Bahia Criciúma Cruzeiro Cuiabá Fortaleza Grêmio Internacional Juventude RB Bragantino Vitória Rio de Janeiro Rio de Janeiro: Botafogo Flamengo Fluminense Vasco da Gama São Paulo São Paulo: Corinthians Palmeiras São PauloLocalização dos times por Estado. Localização das equipes participantes da Série A de 2024 \| | Arena Castelão     |
| Capacidade: 78 838 | \| Athletico-PR Atlético-GO Atlético Mineiro Bahia Criciúma Cruzeiro Cuiabá Fortaleza Grêmio Internacional Juventude RB Bragantino Vitória Rio de Janeiro Rio de Janeiro: Botafogo Flamengo Fluminense Vasco da Gama São Paulo São Paulo: Corinthians Palmeiras São PauloLocalização dos times por Estado. Localização das equipes participantes da Série A de 2024 \| | \| Athletico-PR Atlético-GO Atlético Mineiro Bahia Criciúma Cruzeiro Cuiabá Fortaleza Grêmio Internacional Juventude RB Bragantino Vitória Rio de Janeiro Rio de Janeiro: Botafogo Flamengo Fluminense Vasco da Gama São Paulo São Paulo: Corinthians Palmeiras São PauloLocalização dos times por Estado. Localização das equipes participantes da Série A de 2024 \| | \| Athletico-PR Atlético-GO Atlético Mineiro Bahia Criciúma Cruzeiro Cuiabá Fortaleza Grêmio Internacional Juventude RB Bragantino Vitória Rio de Janeiro Rio de Janeiro: Botafogo Flamengo Fluminense Vasco da Gama São Paulo São Paulo: Corinthians Palmeiras São PauloLocalização dos times por Estado. Localização das equipes participantes da Série A de 2024 \| | \| Athletico-PR Atlético-GO Atlético Mineiro Bahia Criciúma Cruzeiro Cuiabá Fortaleza Grêmio Internacional Juventude RB Bragantino Vitória Rio de Janeiro Rio de Janeiro: Botafogo Flamengo Fluminense Vasco da Gama São Paulo São Paulo: Corinthians Palmeiras São PauloLocalização dos times por Estado. Localização das equipes participantes da Série A de 2024 \| | Capacidade: 63 903 |
| | \| Athletico-PR Atlético-GO Atlético Mineiro Bahia Criciúma Cruzeiro Cuiabá Fortaleza Grêmio Internacional Juventude RB Bragantino Vitória Rio de Janeiro Rio de Janeiro: Botafogo Flamengo Fluminense Vasco da Gama São Paulo São Paulo: Corinthians Palmeiras São PauloLocalização dos times por Estado. Localização das equipes participantes da Série A de 2024 \| | \| Athletico-PR Atlético-GO Atlético Mineiro Bahia Criciúma Cruzeiro Cuiabá Fortaleza Grêmio Internacional Juventude RB Bragantino Vitória Rio de Janeiro Rio de Janeiro: Botafogo Flamengo Fluminense Vasco da Gama São Paulo São Paulo: Corinthians Palmeiras São PauloLocalização dos times por Estado. Localização das equipes participantes da Série A de 2024 \| | \| Athletico-PR Atlético-GO Atlético Mineiro Bahia Criciúma Cruzeiro Cuiabá Fortaleza Grêmio Internacional Juventude RB Bragantino Vitória Rio de Janeiro Rio de Janeiro: Botafogo Flamengo Fluminense Vasco da Gama São Paulo São Paulo: Corinthians Palmeiras São PauloLocalização dos times por Estado. Localização das equipes participantes da Série A de 2024 \| | \| Athletico-PR Atlético-GO Atlético Mineiro Bahia Criciúma Cruzeiro Cuiabá Fortaleza Grêmio Internacional Juventude RB Bragantino Vitória Rio de Janeiro Rio de Janeiro: Botafogo Flamengo Fluminense Vasco da Gama São Paulo São Paulo: Corinthians Palmeiras São PauloLocalização dos times por Estado. Localização das equipes participantes da Série A de 2024 \| |                    |
| Grêmio | \| Athletico-PR Atlético-GO Atlético Mineiro Bahia Criciúma Cruzeiro Cuiabá Fortaleza Grêmio Internacional Juventude RB Bragantino Vitória Rio de Janeiro Rio de Janeiro: Botafogo Flamengo Fluminense Vasco da Gama São Paulo São Paulo: Corinthians Palmeiras São PauloLocalização dos times por Estado. Localização das equipes participantes da Série A de 2024 \| | \| Athletico-PR Atlético-GO Atlético Mineiro Bahia Criciúma Cruzeiro Cuiabá Fortaleza Grêmio Internacional Juventude RB Bragantino Vitória Rio de Janeiro Rio de Janeiro: Botafogo Flamengo Fluminense Vasco da Gama São Paulo São Paulo: Corinthians Palmeiras São PauloLocalização dos times por Estado. Localização das equipes participantes da Série A de 2024 \| | \| Athletico-PR Atlético-GO Atlético Mineiro Bahia Criciúma Cruzeiro Cuiabá Fortaleza Grêmio Internacional Juventude RB Bragantino Vitória Rio de Janeiro Rio de Janeiro: Botafogo Flamengo Fluminense Vasco da Gama São Paulo São Paulo: Corinthians Palmeiras São PauloLocalização dos times por Estado. Localização das equipes participantes da Série A de 2024 \| | \| Athletico-PR Atlético-GO Atlético Mineiro Bahia Criciúma Cruzeiro Cuiabá Fortaleza Grêmio Internacional Juventude RB Bragantino Vitória Rio de Janeiro Rio de Janeiro: Botafogo Flamengo Fluminense Vasco da Gama São Paulo São Paulo: Corinthians Palmeiras São PauloLocalização dos times por Estado. Localização das equipes participantes da Série A de 2024 \| | Internacional      |
| Arena do Grêmio | \| Athletico-PR Atlético-GO Atlético Mineiro Bahia Criciúma Cruzeiro Cuiabá Fortaleza Grêmio Internacional Juventude RB Bragantino Vitória Rio de Janeiro Rio de Janeiro: Botafogo Flamengo Fluminense Vasco da Gama São Paulo São Paulo: Corinthians Palmeiras São PauloLocalização dos times por Estado. Localização das equipes participantes da Série A de 2024 \| | \| Athletico-PR Atlético-GO Atlético Mineiro Bahia Criciúma Cruzeiro Cuiabá Fortaleza Grêmio Internacional Juventude RB Bragantino Vitória Rio de Janeiro Rio de Janeiro: Botafogo Flamengo Fluminense Vasco da Gama São Paulo São Paulo: Corinthians Palmeiras São PauloLocalização dos times por Estado. Localização das equipes participantes da Série A de 2024 \| | \| Athletico-PR Atlético-GO Atlético Mineiro Bahia Criciúma Cruzeiro Cuiabá Fortaleza Grêmio Internacional Juventude RB Bragantino Vitória Rio de Janeiro Rio de Janeiro: Botafogo Flamengo Fluminense Vasco da Gama São Paulo São Paulo: Corinthians Palmeiras São PauloLocalização dos times por Estado. Localização das equipes participantes da Série A de 2024 \| | \| Athletico-PR Atlético-GO Atlético Mineiro Bahia Criciúma Cruzeiro Cuiabá Fortaleza Grêmio Internacional Juventude RB Bragantino Vitória Rio de Janeiro Rio de Janeiro: Botafogo Flamengo Fluminense Vasco da Gama São Paulo São Paulo: Corinthians Palmeiras São PauloLocalização dos times por Estado. Localização das equipes participantes da Série A de 2024 \| | Beira-Rio          |
| Capacidade: 55 662 | \| Athletico-PR Atlético-GO Atlético Mineiro Bahia Criciúma Cruzeiro Cuiabá Fortaleza Grêmio Internacional Juventude RB Bragantino Vitória Rio de Janeiro Rio de Janeiro: Botafogo Flamengo Fluminense Vasco da Gama São Paulo São Paulo: Corinthians Palmeiras São PauloLocalização dos times por Estado. Localização das equipes participantes da Série A de 2024 \| | \| Athletico-PR Atlético-GO Atlético Mineiro Bahia Criciúma Cruzeiro Cuiabá Fortaleza Grêmio Internacional Juventude RB Bragantino Vitória Rio de Janeiro Rio de Janeiro: Botafogo Flamengo Fluminense Vasco da Gama São Paulo São Paulo: Corinthians Palmeiras São PauloLocalização dos times por Estado. Localização das equipes participantes da Série A de 2024 \| | \| Athletico-PR Atlético-GO Atlético Mineiro Bahia Criciúma Cruzeiro Cuiabá Fortaleza Grêmio Internacional Juventude RB Bragantino Vitória Rio de Janeiro Rio de Janeiro: Botafogo Flamengo Fluminense Vasco da Gama São Paulo São Paulo: Corinthians Palmeiras São PauloLocalização dos times por Estado. Localização das equipes participantes da Série A de 2024 \| | \| Athletico-PR Atlético-GO Atlético Mineiro Bahia Criciúma Cruzeiro Cuiabá Fortaleza Grêmio Internacional Juventude RB Bragantino Vitória Rio de Janeiro Rio de Janeiro: Botafogo Flamengo Fluminense Vasco da Gama São Paulo São Paulo: Corinthians Palmeiras São PauloLocalização dos times por Estado. Localização das equipes participantes da Série A de 2024 \| | Capacidade: 50 842 |
| | \| Athletico-PR Atlético-GO Atlético Mineiro Bahia Criciúma Cruzeiro Cuiabá Fortaleza Grêmio Internacional Juventude RB Bragantino Vitória Rio de Janeiro Rio de Janeiro: Botafogo Flamengo Fluminense Vasco da Gama São Paulo São Paulo: Corinthians Palmeiras São PauloLocalização dos times por Estado. Localização das equipes participantes da Série A de 2024 \| | \| Athletico-PR Atlético-GO Atlético Mineiro Bahia Criciúma Cruzeiro Cuiabá Fortaleza Grêmio Internacional Juventude RB Bragantino Vitória Rio de Janeiro Rio de Janeiro: Botafogo Flamengo Fluminense Vasco da Gama São Paulo São Paulo: Corinthians Palmeiras São PauloLocalização dos times por Estado. Localização das equipes participantes da Série A de 2024 \| | \| Athletico-PR Atlético-GO Atlético Mineiro Bahia Criciúma Cruzeiro Cuiabá Fortaleza Grêmio Internacional Juventude RB Bragantino Vitória Rio de Janeiro Rio de Janeiro: Botafogo Flamengo Fluminense Vasco da Gama São Paulo São Paulo: Corinthians Palmeiras São PauloLocalização dos times por Estado. Localização das equipes participantes da Série A de 2024 \| | \| Athletico-PR Atlético-GO Atlético Mineiro Bahia Criciúma Cruzeiro Cuiabá Fortaleza Grêmio Internacional Juventude RB Bragantino Vitória Rio de Janeiro Rio de Janeiro: Botafogo Flamengo Fluminense Vasco da Gama São Paulo São Paulo: Corinthians Palmeiras São PauloLocalização dos times por Estado. Localização das equipes participantes da Série A de 2024 \| |                    |
| Juventude | Palmeiras | Red Bull Bragantino | São Paulo | Vasco da Gama | Vitória            |
| Alfredo Jaconi | Allianz Parque | Nabi Abi Chedid | MorumBIS | São Januário | Barradão           |
| Capacidade: 21 680 | Capacidade: 43 713 | Capacidade: 15 010 | Capacidade: 72 039 | Capacidade: 21 680 | Capacidade: 35 618 |
| | | | | |                    |
| Athletico-PR Atlético-GO Atlético Mineiro Bahia Criciúma Cruzeiro Cuiabá Fortaleza Grêmio Internacional Juventude RB Bragantino Vitória Rio de Janeiro Rio de Janeiro: Botafogo Flamengo Fluminense Vasco da Gama São Paulo São Paulo: Corinthians Palmeiras São PauloLocalização dos times por Estado. Localização das equipes participantes da Série A de 2024 | | | | |                    |

### Outros estádios
Além dos estádios de mando usual, outros estádios foram utilizados devido a punições de perda de mando de campo impostas pelo Superior Tribunal de Justiça Desportiva ou por conta de problemas de interdição dos estádios usuais ou simplesmente por opção dos clubes em mandar seus jogos em outros locais, geralmente buscando uma melhor renda.

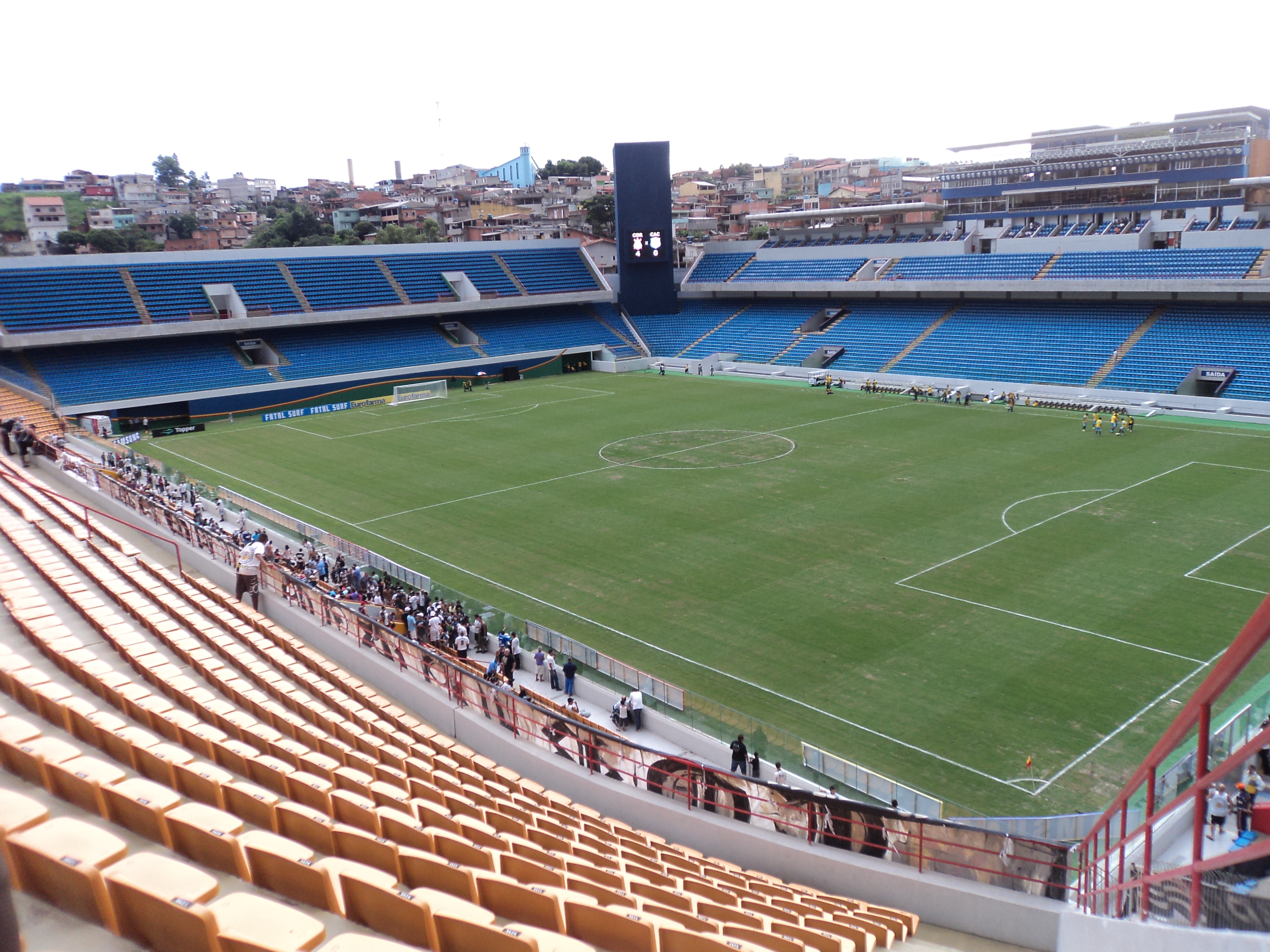
Arena Barueri (Barueri)
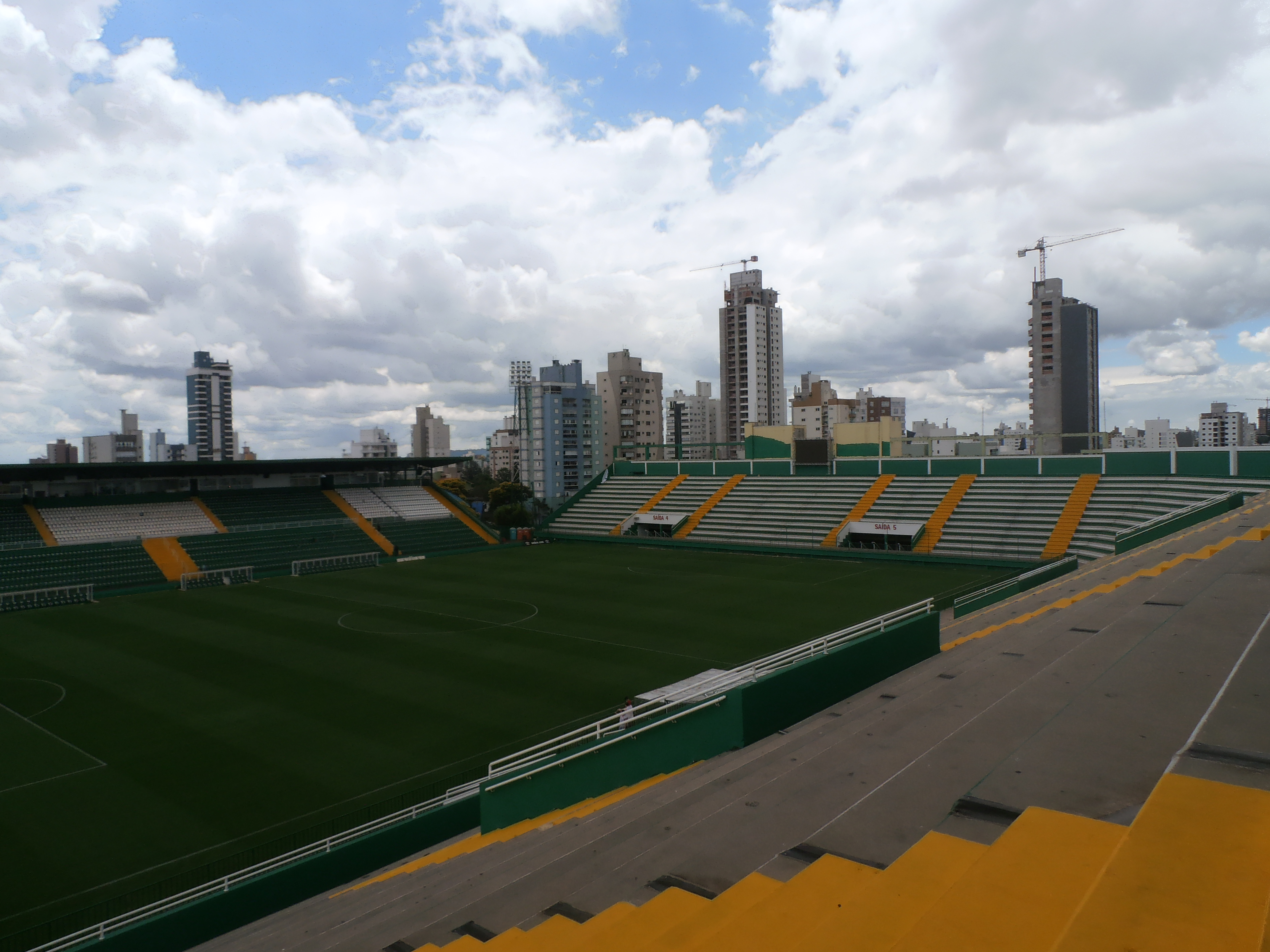
Arena Condá (Chapecó)
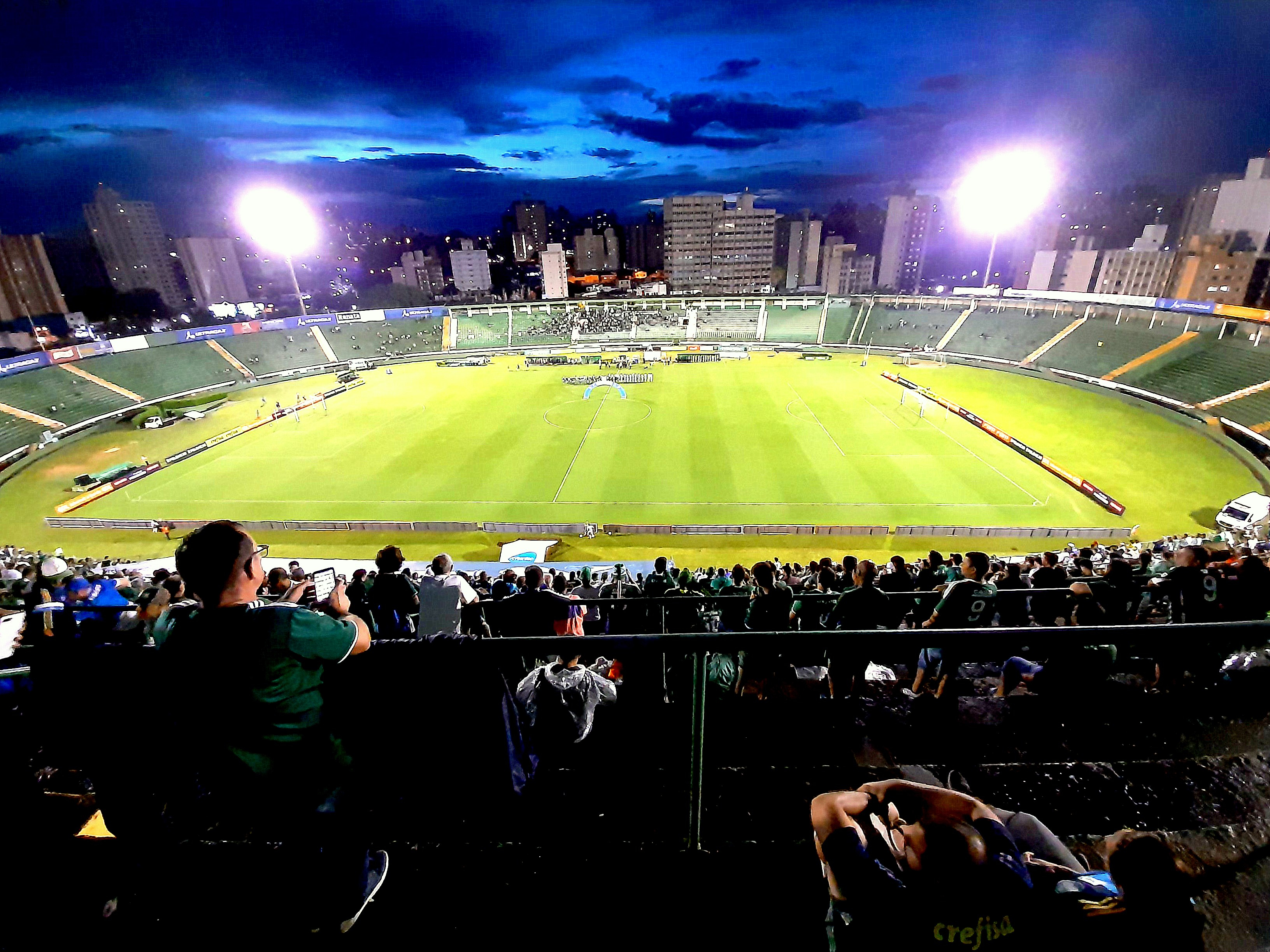
Brinco de Ouro (Campinas)
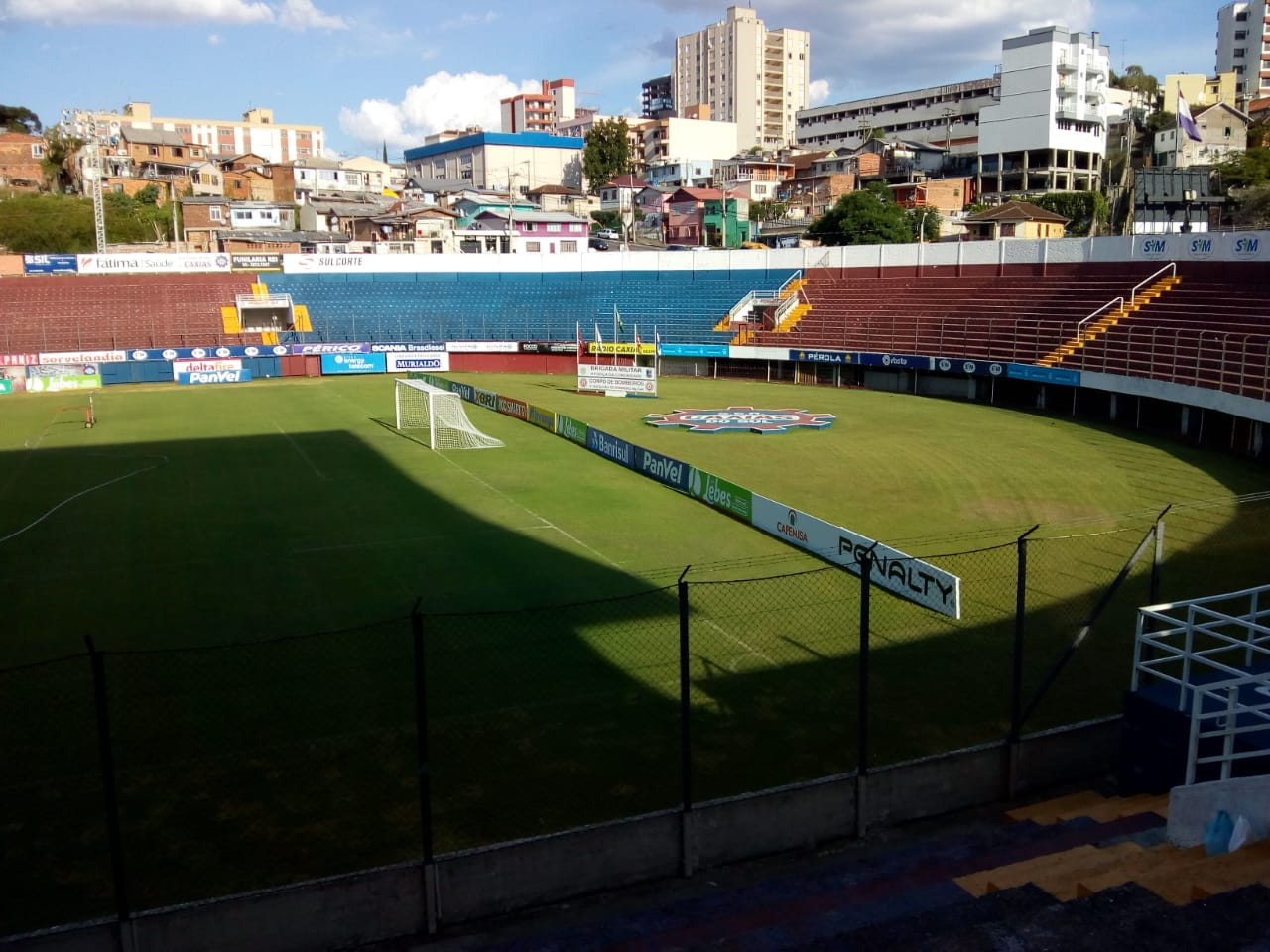
Centenário (Caxias do Sul)
Couto Pereira (Curitiba)
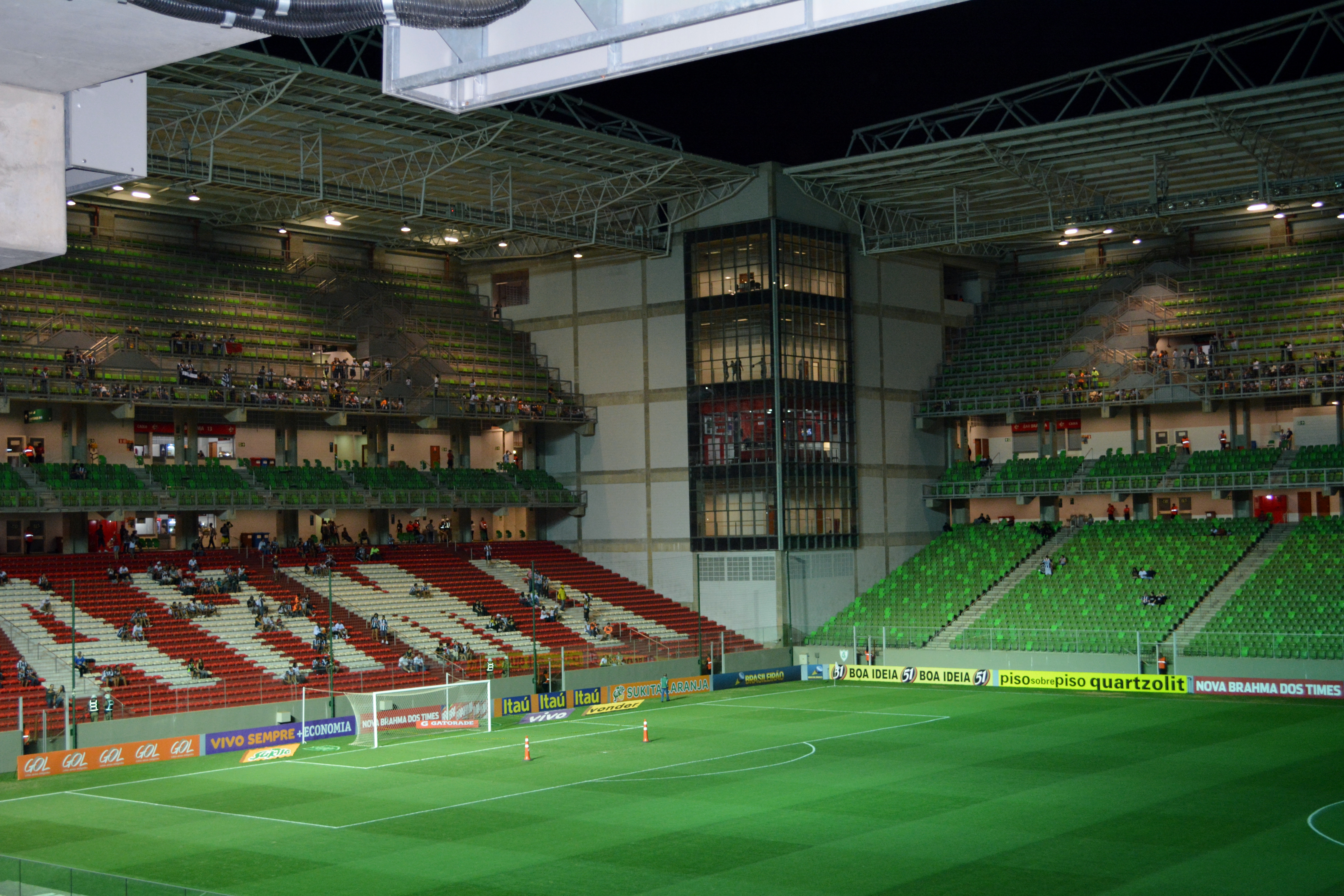
Independência (Belo Horizonte)
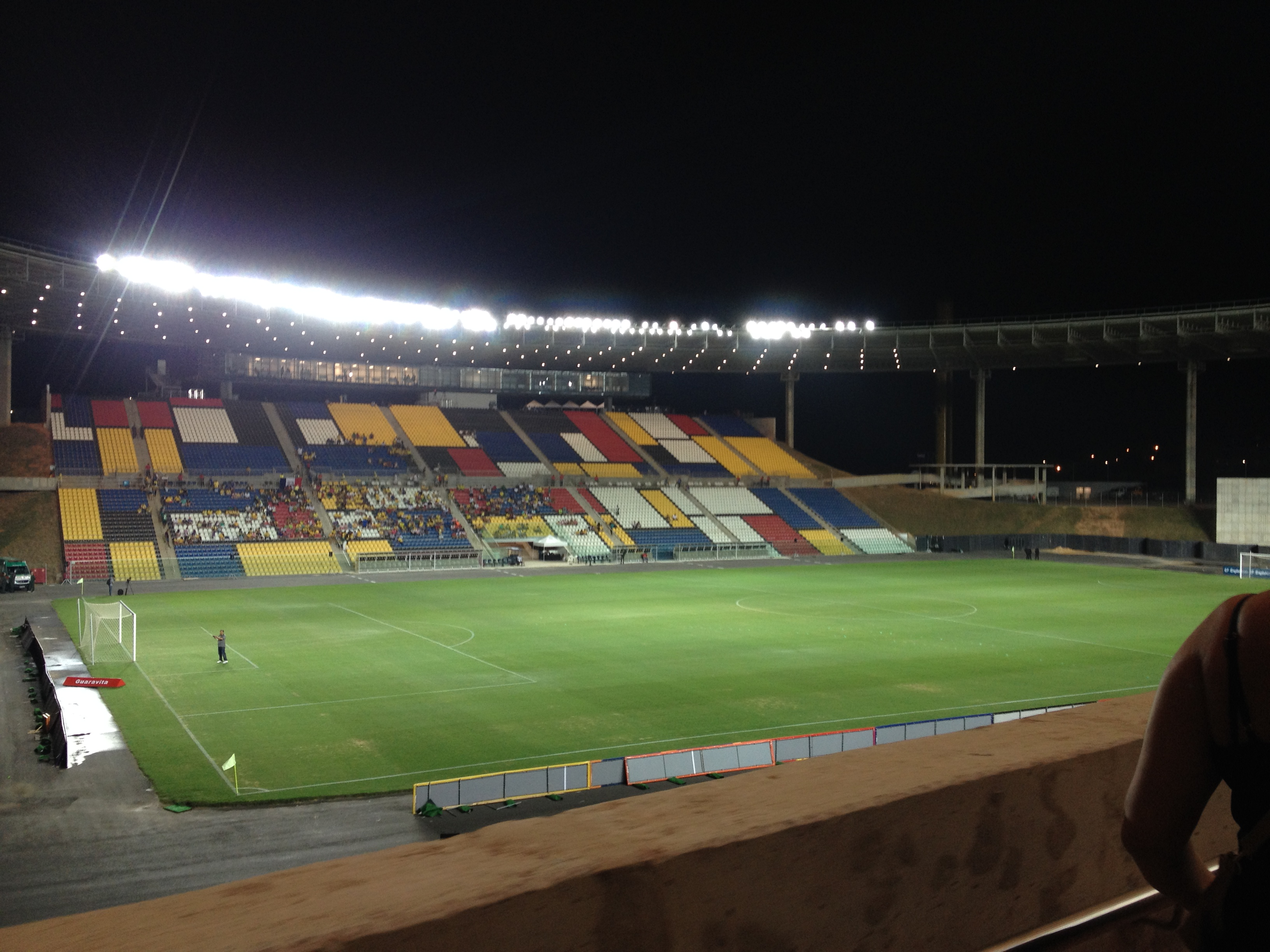
Kleber Andrade (Cariacica)
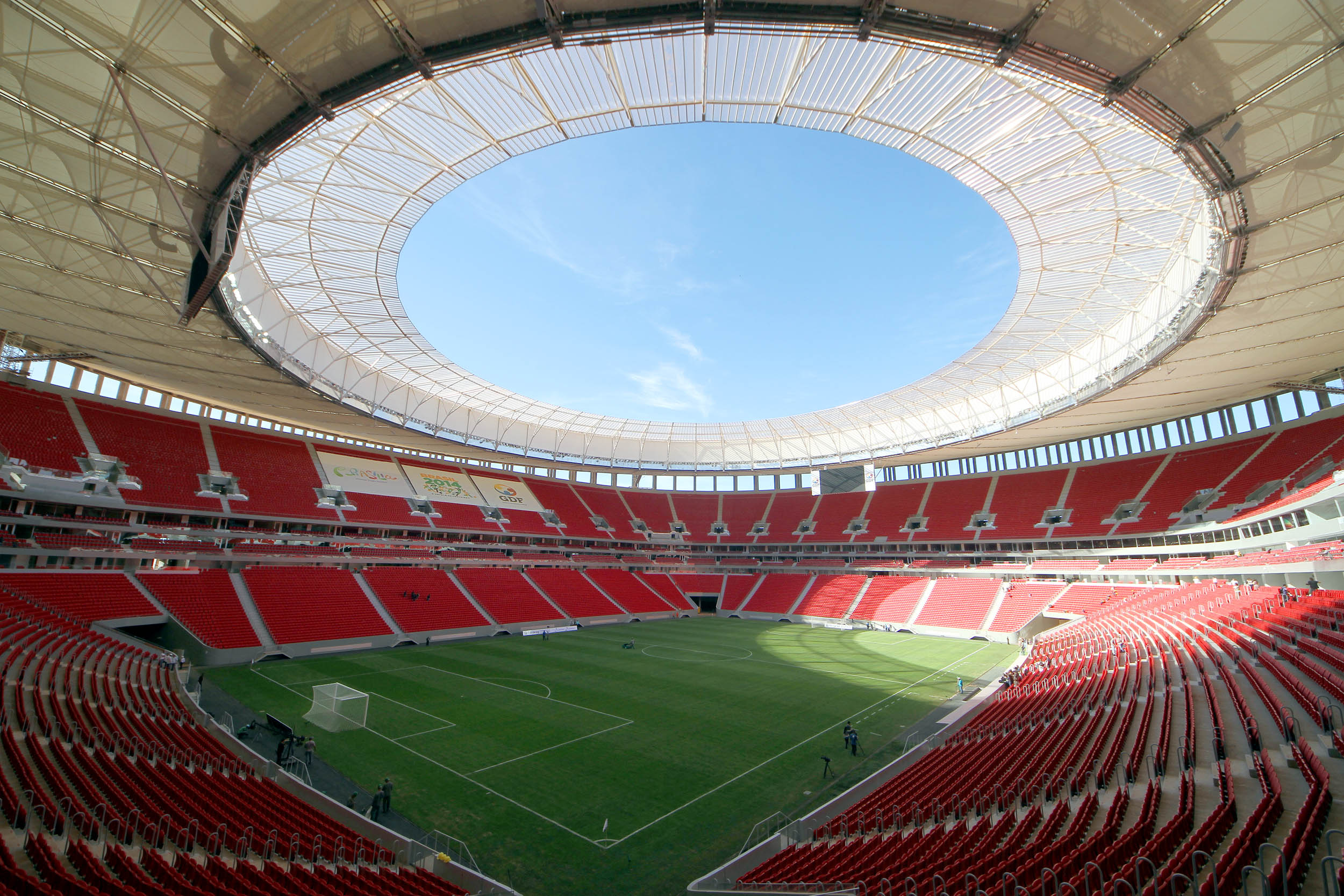
Mané Garrincha (Brasília)
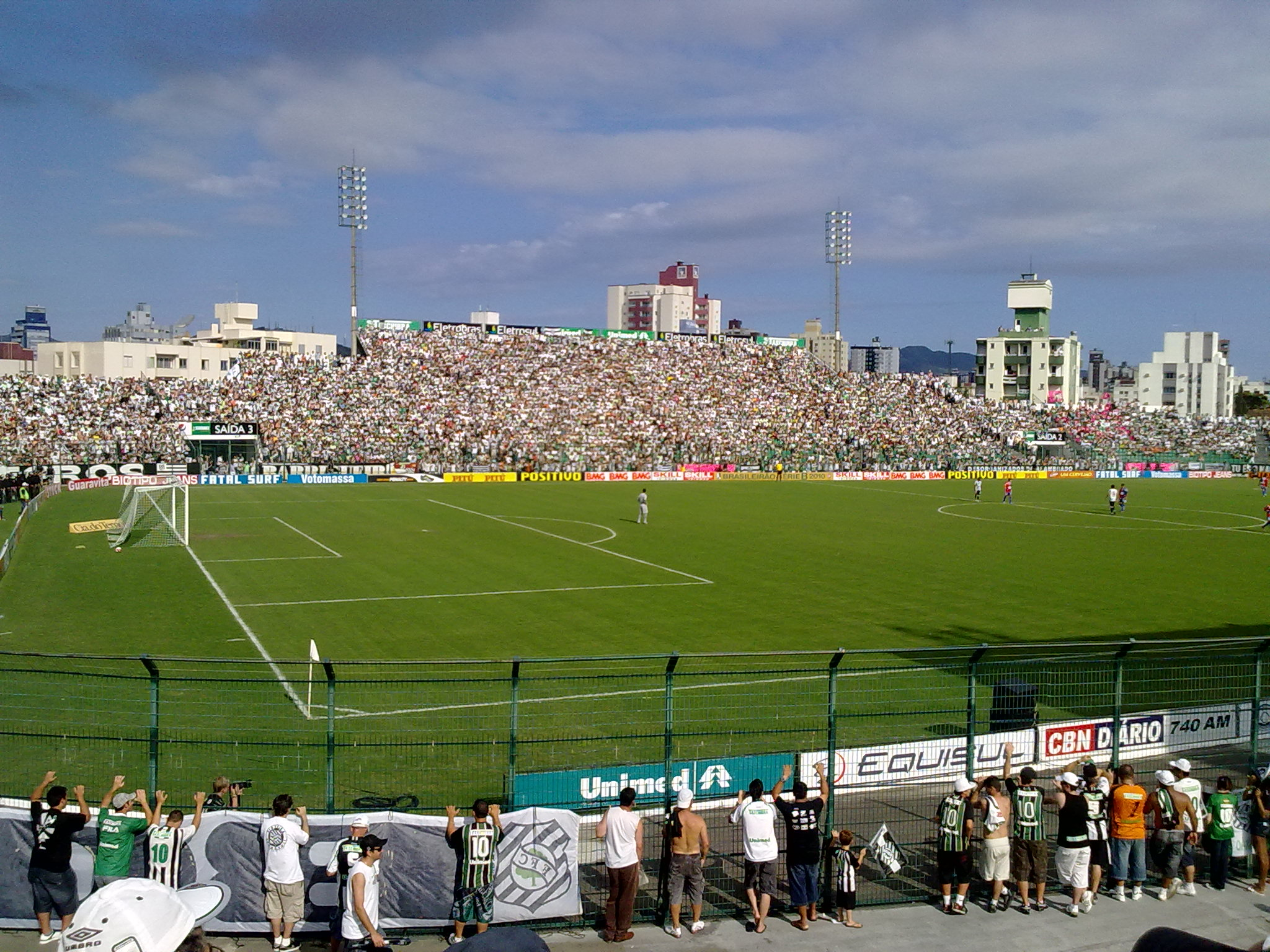
Orlando Scarpelli (Florianópolis)
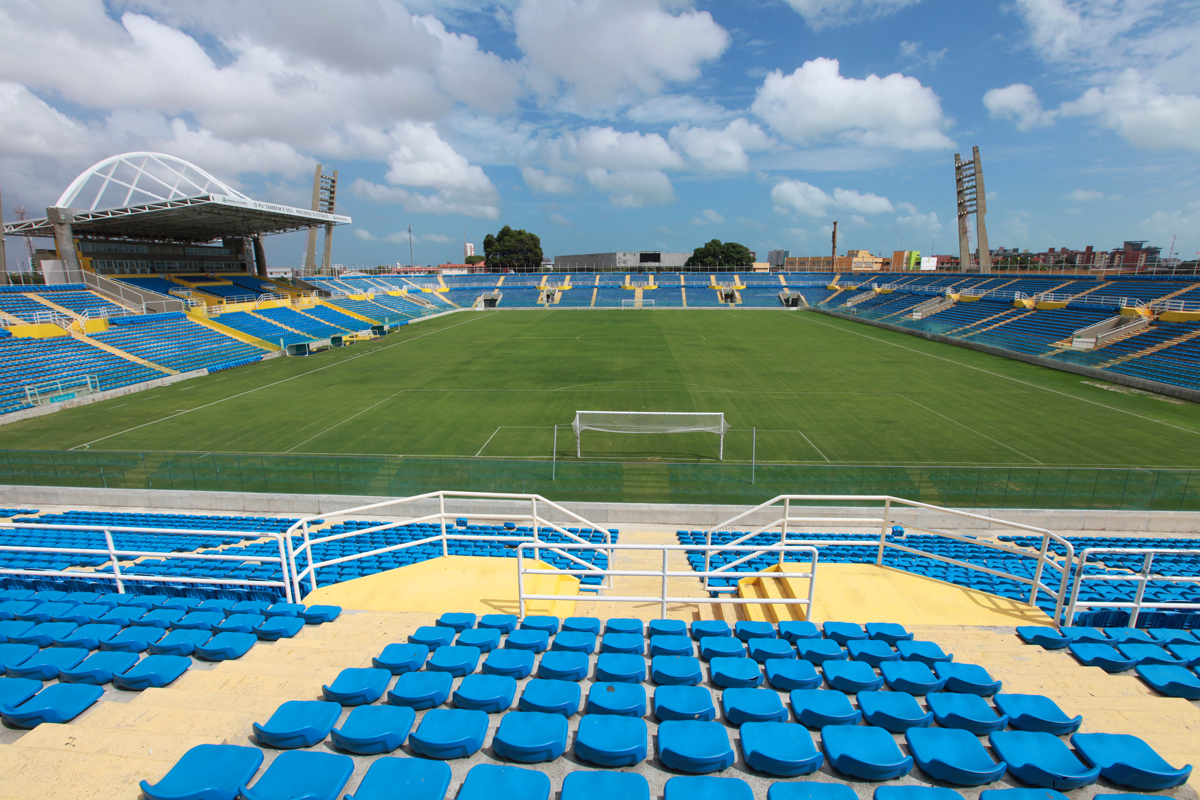
Presidente Vargas (Fortaleza)
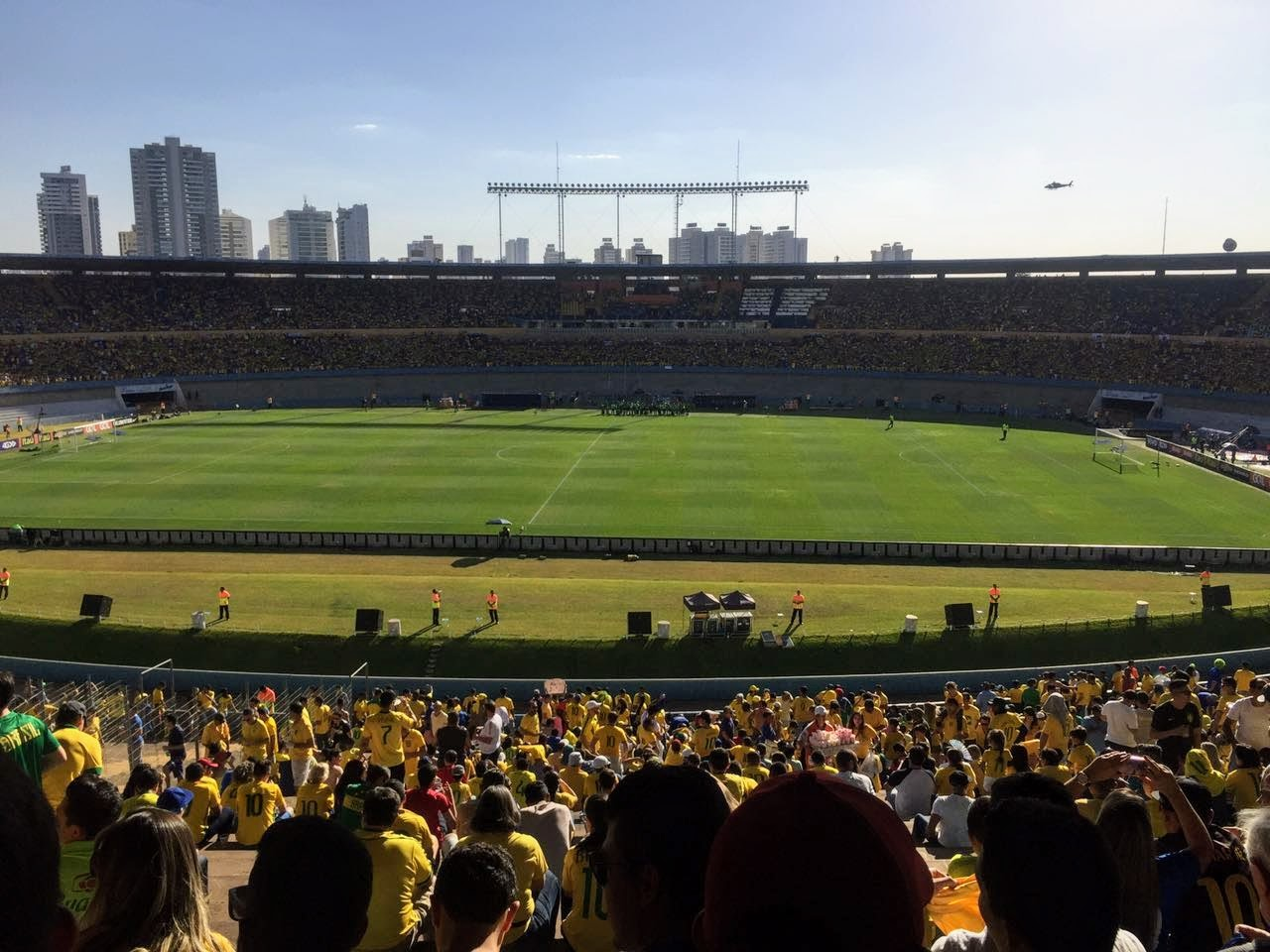
Serra Dourada (Goiânia)

## Classificação
| Pos | Equipe               | Pts | J  | V  | E  | D  | GP | GC | SG  | Classificação ou descenso                    |
| --- | -------------------- | --- | -- | -- | -- | -- | -- | -- | --- | -------------------------------------------- |
| 1   | Botafogo (C)         | 79  | 38 | 23 | 10 | 5  | 59 | 29 | +30 | Fase de grupos da Copa Libertadores de 2025  |
| 2   | Palmeiras            | 73  | 38 | 22 | 7  | 9  | 60 | 33 | +27 | Fase de grupos da Copa Libertadores de 2025  |
| 3   | Flamengo             | 70  | 38 | 20 | 10 | 8  | 61 | 42 | +19 | Fase de grupos da Copa Libertadores de 2025  |
| 4   | Fortaleza            | 68  | 38 | 19 | 11 | 8  | 53 | 39 | +14 | Fase de grupos da Copa Libertadores de 2025  |
| 5   | Internacional        | 65  | 38 | 18 | 11 | 9  | 53 | 36 | +17 | Fase de grupos da Copa Libertadores de 2025  |
| 6   | São Paulo            | 59  | 38 | 17 | 8  | 13 | 53 | 43 | +10 | Fase de grupos da Copa Libertadores de 2025  |
| 7   | Corinthians          | 56  | 38 | 15 | 11 | 12 | 54 | 45 | +9  | Segunda fase da Copa Libertadores de 2025    |
| 8   | Bahia                | 53  | 38 | 15 | 8  | 15 | 49 | 49 | 0   | Segunda fase da Copa Libertadores de 2025    |
| 9   | Cruzeiro             | 52  | 38 | 14 | 10 | 14 | 43 | 41 | +2  | Fase de grupos da Copa Sul-Americana de 2025 |
| 10  | Vasco da Gama        | 50  | 38 | 14 | 8  | 16 | 43 | 56 | −13 | Fase de grupos da Copa Sul-Americana de 2025 |
| 11  | Vitória              | 47  | 38 | 13 | 8  | 17 | 45 | 52 | −7  | Fase de grupos da Copa Sul-Americana de 2025 |
| 12  | Atlético Mineiro     | 47  | 38 | 11 | 14 | 13 | 47 | 54 | −7  | Fase de grupos da Copa Sul-Americana de 2025 |
| 13  | Fluminense           | 46  | 38 | 12 | 10 | 16 | 33 | 39 | −6  | Fase de grupos da Copa Sul-Americana de 2025 |
| 14  | Grêmio               | 45  | 38 | 12 | 9  | 17 | 44 | 50 | −6  | Fase de grupos da Copa Sul-Americana de 2025 |
| 15  | Juventude            | 45  | 38 | 11 | 12 | 15 | 47 | 59 | −12 |                                              |
| 16  | Red Bull Bragantino  | 44  | 38 | 10 | 14 | 14 | 44 | 48 | −4  |                                              |
| 17  | Athletico Paranaense | 42  | 38 | 11 | 9  | 18 | 40 | 46 | −6  | Rebaixados à Série B de 2025                 |
| 18  | Criciúma             | 38  | 38 | 9  | 11 | 18 | 42 | 61 | −19 | Rebaixados à Série B de 2025                 |
| 19  | Atlético Goianiense  | 30  | 38 | 7  | 9  | 22 | 29 | 58 | −29 | Rebaixados à Série B de 2025                 |
| 20  | Cuiabá               | 30  | 38 | 6  | 12 | 20 | 29 | 49 | −20 | Rebaixados à Série B de 2025                 |

1. ↑  Botafogo e Flamengo têm vaga garantida na Copa Libertadores de 2025 por serem campeões da Copa Libertadores de 2024 e da Copa do Brasil de 2024, respectivamente.

## Confrontos
| Mandante \ Visitante | ATP | ATG | ATM | BAH | BOT | COR | CRI | CRU | CUI | FLA | FLU | FOR | GRE | INT | JUV | PAL | RBB | SPA | VAS | VIT |
| -------------------- | --- | --- | --- | --- | --- | --- | --- | --- | --- | --- | --- | --- | --- | --- | --- | --- | --- | --- | --- | --- |
| Athletico Paranaense | —   | 2–0 | 1–0 | 1–3 | 0–1 | 1–1 | 3–1 | 3–0 | 4–0 | 1–1 | 1–1 | 1–1 | 0–2 | 1–0 | 1–2 | 0–2 | 1–2 | 1–2 | 1–0 | 1–2 |
| Atlético Goianiense  | 1–2 | —   | 1–0 | 1–1 | 1–4 | 2–2 | 1–2 | 0–1 | 0–0 | 1–2 | 1–0 | 3–1 | 1–1 | 1–0 | 2–1 | 0–1 | 0–0 | 0–3 | 0–1 | 0–2 |
| Atlético Mineiro     | 1–0 | 1–1 | —   | 1–1 | 0–0 | 2–1 | 1–1 | 3–0 | 1–1 | 2–4 | 0–2 | 1–1 | 2–1 | 1–3 | 2–3 | 0–4 | 3–0 | 2–1 | 2–0 | 2–2 |
| Bahia                | 1–1 | 2–0 | 3–0 | —   | 0–0 | 0–1 | 1–0 | 4–1 | 1–2 | 0–2 | 2–1 | 1–0 | 1–0 | 1–1 | 2–0 | 1–2 | 1–0 | 0–3 | 2–1 | 2–0 |
| Botafogo             | 1–1 | 1–0 | 3–0 | 1–2 | —   | 2–1 | 1–1 | 0–3 | 0–0 | 4–1 | 1–0 | 2–0 | 0–0 | 1–0 | 5–1 | 1–0 | 2–1 | 2–1 | 3–0 | 1–1 |
| Corinthians          | 5–2 | 3–0 | 0–0 | 3–0 | 0–1 | —   | 2–1 | 2–1 | 1–1 | 2–1 | 3–0 | 0–0 | 2–2 | 2–2 | 1–1 | 2–0 | 1–1 | 2–2 | 3–1 | 3–2 |
| Criciúma             | 0–0 | 2–0 | 2–1 | 2–2 | 2–1 | 2–4 | —   | 1–0 | 2–5 | 0–3 | 1–1 | 1–1 | 0–1 | 1–1 | 1–1 | 1–2 | 1–0 | 1–1 | 2–2 | 0–1 |
| Cruzeiro             | 2–0 | 3–1 | 0–0 | 1–1 | 3–2 | 3–0 | 2–1 | —   | 2–1 | 0–1 | 2–0 | 1–2 | 1–1 | 0–0 | 2–0 | 1–2 | 2–1 | 0–1 | 1–1 | 3–1 |
| Cuiabá               | 1–2 | 0–0 | 0–3 | 1–2 | 1–2 | 0–1 | 2–1 | 0–0 | —   | 1–2 | 0–1 | 5–0 | 1–3 | 0–1 | 0–0 | 0–2 | 1–1 | 2–0 | 1–2 | 0–0 |
| Flamengo             | 1–0 | 2–0 | 0–0 | 2–1 | 0–2 | 2–0 | 2–1 | 2–1 | 1–1 | —   | 0–2 | 1–2 | 2–1 | 3–2 | 4–2 | 1–1 | 2–1 | 2–1 | 1–1 | 2–2 |
| Fluminense           | 1–0 | 1–2 | 2–2 | 1–0 | 0–1 | 0–0 | 0–0 | 1–0 | 1–0 | 0–1 | —   | 2–2 | 2–2 | 1–1 | 1–1 | 1–0 | 2–2 | 2–0 | 2–1 | 0–1 |
| Fortaleza            | 1–0 | 3–1 | 1–1 | 4–1 | 1–1 | 1–0 | 1–0 | 1–1 | 1–0 | 0–0 | 1–0 | —   | 1–0 | 3–0 | 2–1 | 3–0 | 1–1 | 1–0 | 3–0 | 3–1 |
| Grêmio               | 2–0 | 3–1 | 2–3 | 0–2 | 1–2 | 0–3 | 1–2 | 0–2 | 1–0 | 3–2 | 1–0 | 3–1 | —   | 0–1 | 2–2 | 2–2 | 0–2 | 2–1 | 1–0 | 2–0 |
| Internacional        | 2–2 | 1–1 | 1–2 | 2–1 | 0–1 | 1–0 | 2–0 | 1–0 | 3–0 | 1–1 | 2–0 | 2–1 | 1–0 | —   | 2–1 | 1–1 | 4–1 | 0–0 | 1–2 | 3–1 |
| Juventude            | 1–1 | 1–0 | 1–1 | 2–1 | 3–2 | 2–0 | 1–2 | 0–1 | 1–1 | 2–1 | 2–1 | 0–3 | 3–0 | 1–3 | —   | 3–5 | 1–1 | 0–0 | 2–0 | 1–1 |
| Palmeiras            | 0–2 | 3–1 | 2–1 | 2–0 | 1–3 | 2–0 | 5–0 | 2–0 | 5–0 | 0–0 | 0–1 | 2–2 | 1–0 | 0–1 | 3–1 | —   | 2–1 | 2–1 | 2–0 | 0–2 |
| Red Bull Bragantino  | 1–0 | 3–1 | 1–2 | 2–1 | 0–1 | 1–0 | 5–1 | 1–1 | 0–0 | 1–1 | 0–1 | 1–2 | 2–2 | 2–2 | 2–1 | 0–0 | —   | 1–1 | 2–1 | 2–1 |
| São Paulo            | 2–1 | 1–0 | 2–2 | 3–1 | 2–2 | 3–1 | 2–1 | 2–0 | 0–1 | 1–0 | 2–1 | 1–2 | 1–0 | 1–3 | 1–2 | 0–0 | 2–0 | —   | 3–0 | 2–1 |
| Vasco da Gama        | 2–1 | 2–2 | 2–0 | 3–2 | 1–1 | 2–0 | 0–4 | 0–0 | 1–0 | 1–6 | 2–0 | 2–0 | 2–1 | 0–1 | 1–1 | 0–1 | 2–2 | 4–1 | —   | 2–1 |
| Vitória              | 0–1 | 0–2 | 4–2 | 2–2 | 0–1 | 1–2 | 2–1 | 2–2 | 1–0 | 1–2 | 2–1 | 2–0 | 1–1 | 2–1 | 1–0 | 0–1 | 1–0 | 1–3 | 0–1 | —   |

## Desempenho por rodada
Posições de cada clube por rodada:
| Rodada ↓ | ATP | ATG | ATM | BAH | BOT | COR | CRI | CRU | CUI | FLA | FLU | FOR | GRE | INT | JUV | PAL | RBB | SPA | VAS | VIT |
| -------- | --- | --- | --- | --- | --- | --- | --- | --- | --- | --- | --- | --- | --- | --- | --- | --- | --- | --- | --- | --- |
| 1ª       | 1   | 18  | 12  | 17  | 14  | 13  | 10  | 2   | 20  | 3   | 8   | 3   | 15  | 6   | 11  | 7   | 9   | 16  | 5   | 19  |
| 2ª       | 7   | 19  | 14  | 10  | 11  | 16  | 13  | 5   | 20  | 1   | 15  | 6   | 8   | 2   | 3   | 12  | 4   | 18  | 9   | 17  |
| 3ª       | 4   | 19  | 7   | 9   | 3   | 18  | 16  | 12  | 20  | 2   | 10  | 8   | 5   | 6   | 13  | 11  | 1   | 14  | 15  | 17  |
| 4ª       | 4   | 19  | 2   | 5   | 1   | 15  | 10  | 7   | 20  | 8   | 16  | 11  | 9   | 6   | 13  | 12  | 3   | 14  | 17  | 18  |
| 5ª       | 1   | 19  | 4   | 2   | 3   | 14  | 13  | 10  | 20  | 7   | 16  | 12  | 11  | 9   | 15  | 6   | 5   | 8   | 17  | 18  |
| 6ª       | 1   | 19  | 7   | 2   | 4   | 16  | 14  | 6   | 20  | 3   | 17  | 11  | 12  | 10  | 15  | 9   | 8   | 5   | 13  | 18  |
| 7ª       | 5   | 18  | 10  | 2   | 3   | 17  | 16  | 9   | 19  | 1   | 15  | 11  | 13  | 8   | 12  | 7   | 6   | 4   | 14  | 20  |
| 8ª       | 4   | 18  | 8   | 2   | 3   | 15  | 17  | 7   | 19  | 1   | 16  | 11  | 13  | 10  | 12  | 6   | 9   | 5   | 15  | 20  |
| 9ª       | 4   | 13  | 9   | 3   | 1   | 16  | 18  | 8   | 14  | 2   | 19  | 12  | 17  | 10  | 11  | 5   | 7   | 6   | 15  | 20  |
| 10ª      | 4   | 16  | 10  | 5   | 2   | 18  | 14  | 6   | 13  | 1   | 20  | 12  | 19  | 9   | 11  | 3   | 8   | 7   | 17  | 15  |
| 11ª      | 5   | 16  | 10  | 3   | 4   | 18  | 13  | 8   | 14  | 1   | 20  | 11  | 19  | 7   | 12  | 2   | 6   | 9   | 15  | 17  |
| 12ª      | 6   | 17  | 10  | 2   | 3   | 18  | 13  | 5   | 14  | 1   | 20  | 11  | 19  | 9   | 12  | 4   | 8   | 7   | 16  | 15  |
| 13ª      | 5   | 17  | 11  | 4   | 3   | 19  | 13  | 7   | 14  | 1   | 20  | 8   | 18  | 10  | 12  | 2   | 9   | 6   | 16  | 15  |
| 14ª      | 6   | 19  | 11  | 4   | 2   | 17  | 12  | 8   | 15  | 1   | 20  | 9   | 18  | 10  | 13  | 3   | 7   | 5   | 14  | 16  |
| 15ª      | 6   | 19  | 12  | 5   | 2   | 17  | 14  | 7   | 16  | 1   | 20  | 8   | 18  | 10  | 11  | 3   | 9   | 4   | 13  | 15  |
| 16ª      | 8   | 19  | 10  | 4   | 1   | 17  | 14  | 6   | 16  | 3   | 20  | 7   | 18  | 12  | 13  | 2   | 9   | 5   | 11  | 15  |
| 17ª      | 8   | 19  | 11  | 5   | 1   | 17  | 14  | 6   | 15  | 3   | 20  | 7   | 18  | 13  | 12  | 2   | 10  | 4   | 9   | 16  |
| 18ª      | 8   | 20  | 10  | 6   | 1   | 14  | 15  | 7   | 16  | 3   | 19  | 4   | 18  | 13  | 12  | 2   | 9   | 5   | 11  | 17  |
| 19ª      | 8   | 20  | 10  | 7   | 1   | 14  | 15  | 5   | 16  | 2   | 19  | 4   | 17  | 13  | 12  | 3   | 9   | 6   | 11  | 18  |
| 20ª      | 8   | 20  | 9   | 7   | 2   | 15  | 12  | 5   | 18  | 1   | 19  | 4   | 16  | 14  | 13  | 3   | 10  | 6   | 11  | 17  |
| 21ª      | 8   | 20  | 9   | 7   | 1   | 18  | 12  | 5   | 19  | 2   | 17  | 3   | 14  | 16  | 13  | 4   | 10  | 6   | 11  | 15  |
| 22ª      | 8   | 20  | 9   | 7   | 1   | 17  | 15  | 6   | 19  | 3   | 18  | 2   | 14  | 12  | 13  | 4   | 11  | 5   | 10  | 16  |
| 23ª      | 9   | 20  | 8   | 5   | 1   | 17  | 14  | 7   | 19  | 4   | 18  | 2   | 15  | 13  | 11  | 3   | 12  | 6   | 10  | 16  |
| 24ª      | 10  | 20  | 9   | 6   | 2   | 18  | 12  | 7   | 19  | 4   | 16  | 1   | 14  | 11  | 13  | 3   | 15  | 5   | 8   | 17  |
| 25ª      | 12  | 20  | 10  | 7   | 1   | 17  | 14  | 5   | 19  | 4   | 16  | 2   | 15  | 8   | 13  | 3   | 11  | 6   | 9   | 18  |
| 26ª      | 13  | 20  | 10  | 6   | 1   | 18  | 15  | 7   | 19  | 4   | 16  | 3   | 14  | 8   | 11  | 2   | 12  | 5   | 9   | 17  |
| 27ª      | 15  | 20  | 9   | 6   | 1   | 17  | 13  | 7   | 19  | 4   | 18  | 3   | 14  | 8   | 12  | 2   | 11  | 5   | 10  | 16  |
| 28ª      | 15  | 20  | 10  | 6   | 1   | 17  | 14  | 8   | 19  | 4   | 18  | 3   | 13  | 7   | 12  | 2   | 11  | 5   | 9   | 16  |
| 29ª      | 15  | 20  | 9   | 7   | 1   | 18  | 12  | 8   | 19  | 4   | 16  | 3   | 11  | 6   | 14  | 2   | 13  | 5   | 10  | 17  |
| 30ª      | 18  | 20  | 9   | 7   | 1   | 17  | 12  | 8   | 19  | 4   | 11  | 3   | 13  | 6   | 15  | 2   | 14  | 5   | 10  | 16  |
| 31ª      | 16  | 20  | 10  | 7   | 1   | 15  | 12  | 8   | 19  | 4   | 13  | 3   | 11  | 5   | 18  | 2   | 17  | 6   | 9   | 14  |
| 32ª      | 17  | 20  | 10  | 7   | 1   | 13  | 15  | 8   | 19  | 4   | 14  | 3   | 11  | 5   | 18  | 2   | 16  | 6   | 9   | 12  |
| 33ª      | 15  | 20  | 10  | 8   | 1   | 11  | 15  | 7   | 19  | 4   | 16  | 3   | 12  | 5   | 17  | 2   | 18  | 6   | 9   | 13  |
| 34ª      | 14  | 20  | 11  | 8   | 1   | 9   | 17  | 7   | 19  | 4   | 15  | 3   | 13  | 5   | 16  | 2   | 18  | 6   | 10  | 12  |
| 35ª      | 14  | 20  | 10  | 8   | 2   | 9   | 17  | 7   | 19  | 5   | 15  | 4   | 13  | 3   | 16  | 1   | 18  | 6   | 11  | 12  |
| 36ª      | 14  | 20  | 13  | 7   | 1   | 8   | 17  | 9   | 19  | 3   | 16  | 5   | 11  | 4   | 15  | 2   | 18  | 6   | 12  | 10  |
| 37ª      | 16  | 19  | 14  | 8   | 1   | 7   | 18  | 9   | 20  | 3   | 15  | 5   | 12  | 4   | 13  | 2   | 17  | 6   | 10  | 11  |
| 38ª      | 17  | 19  | 12  | 8   | 1   | 7   | 18  | 9   | 20  | 3   | 13  | 4   | 14  | 5   | 15  | 2   | 16  | 6   | 10  | 11  |
| Rodada ↑ | ATP | ATG | ATM | BAH | BOT | COR | CRI | CRU | CUI | FLA | FLU | FOR | GRE | INT | JUV | PAL | RBB | SPA | VAS | VIT |

| Líder e fase de grupos da Copa Libertadores de 2025 Fase de grupos da Copa Libertadores de 2025 Segunda fase da Copa Libertadores de 2025 Fase de grupos da Copa Sul-Americana de 2025 Zona de rebaixamento à Série B de 2025 |

## Estatísticas

### Artilharia
| Pos. | Jogador       | Equipe        | Gols |
| ---- | ------------- | ------------- | ---- |
| 1    | Alerrandro    | Vitória       | 15   |
| 1    | Yuri Alberto  | Corinthians   | 15   |
| 3    | Estêvão       | Palmeiras     | 13   |
| 4    | Pablo Vegetti | Vasco da Gama | 12   |
| 4    | Luciano       | São Paulo     | 11   |
| 4    | Pedro         | Flamengo      | 11   |
| 4    | Raphael Veiga | Palmeiras     | 11   |
| 4    | Wesley        | Internacional | 11   |

### Assistências
| Pos. | Jogador            | Equipe      | Assists. |
| ---- | ------------------ | ----------- | -------- |
| 1    | Rodrigo Garro      | Corinthians | 10       |
| 2    | Estêvão            | Palmeiras   | 9        |
| 3    | Ganso              | Fluminense  | 7        |
| 3    | Jefferson Savarino | Botafogo    | 7        |
| 3    | Matheus Pereira    | Cruzeiro    | 7        |

### Clean sheets
| Pos. | Jogador       | Equipe     | Jogos |
| ---- | ------------- | ---------- | ----- |
| 1    | John          | Botafogo   | 16    |
| 1    | Weverton      | Palmeiras  | 16    |
| 3    | Fábio         | Fluminense | 13    |
| 3    | João Ricardo  | Fortaleza  | 13    |
| 5    | Marcos Felipe | Bahia      | 9     |
| 5    | Walter        | Cuiabá     | 9     |

### Hat-tricks
| Jogador       | Clube     | Adversário | Placar  | Data          | Ref.   |
| ------------- | --------- | ---------- | ------- | ------------- | ------ |
| Raphael Veiga | Palmeiras | Juventude  | 5–3 (F) | 20 de outubro | [ 33 ] |

### Público
Maiores públicos
Estes são os dez maiores públicos do campeonato:
| N.º | Público | Mandante      | Placar | Visitante           | Estádio        | Data           | Rodada | Ref.   |
| --- | ------- | ------------- | ------ | ------------------- | -------------- | -------------- | ------ | ------ |
| 1   | 64 848  | Vasco da Gama | 0–1    | Palmeiras           | Mané Garrincha | 22 de setembro | 27ª    | [ 34 ] |
| 2   | 62 528  | Flamengo      | 2–2    | Vitória             | Maracanã       | 8 de dezembro  | 38ª    | [ 35 ] |
| 3   | 60 127  | Flamengo      | 2–1    | Criciúma            | Mané Garrincha | 20 de julho    | 18ª    | [ 36 ] |
| 4   | 59 639  | Flamengo      | 0–0    | Atlético Mineiro    | Maracanã       | 13 de novembro | 33ª    | [ 37 ] |
| 5   | 59 463  | Flamengo      | 1–1    | Vasco da Gama       | Maracanã       | 15 de setembro | 26ª    | [ 38 ] |
| 6   | 58 065  | São Paulo     | 1–0    | Flamengo            | MorumBIS       | 3 de agosto    | 21ª    | [ 39 ] |
| 7   | 57 673  | Flamengo      | 2–0    | Atlético Goianiense | Maracanã       | 28 de julho    | 20ª    | [ 40 ] |
| 8   | 57 587  | Botafogo      | 1–1    | Criciúma            | Maracanã       | 18 de outubro  | 30ª    | [ 41 ] |
| 9   | 57 525  | Cruzeiro      | 0–0    | Atlético Mineiro    | Mineirão       | 10 de agosto   | 22ª    | [ 42 ] |
| 10  | 56 840  | Flamengo      | 4–2    | Juventude           | Maracanã       | 26 de outubro  | 31ª    | [ 43 ] |

Menores públicos
Estes são os dez menores públicos do campeonato:
| N.º | Público | Mandante            | Placar | Visitante           | Estádio         | Data           | Rodada | Ref.   |
| --- | ------- | ------------------- | ------ | ------------------- | --------------- | -------------- | ------ | ------ |
| 1   | 1 684   | Cuiabá              | 1–2    | Bahia               | Arena Pantanal  | 30 de novembro | 36ª    | [ 44 ] |
| 2   | 2 236   | Atlético Goianiense | 0–0    | Red Bull Bragantino | Antônio Accioly | 9 de novembro  | 33ª    | [ 45 ] |
| 3   | 2 622   | Cuiabá              | 2–1    | Criciúma            | Arena Pantanal  | 31 de agosto   | 25ª    | [ 46 ] |
| 4   | 2 643   | Atlético Goianiense | 0–0    | Cuiabá              | Antônio Accioly | 18 de outubro  | 30ª    | [ 47 ] |
| 5   | 2 798   | Cuiabá              | 0–0    | Vitória             | Arena Pantanal  | 5 de junho     | 2ª     | [ 48 ] |
| 6   | 2 855   | Cuiabá              | 0–0    | Juventude           | Arena Pantanal  | 5 de setembro  | 16ª    | [ 49 ] |
| 7   | 3 007   | Atlético Goianiense | 3–1    | Fortaleza           | Antônio Accioly | 4 de dezembro  | 37ª    | [ 50 ] |
| 8   | 3 018   | Red Bull Bragantino | 3–1    | Atlético Goianiense | Nabi Abi Chedid | 3 de julho     | 13ª    | [ 51 ] |
| 9   | 3 257   | Atlético Goianiense | 1–0    | Atlético Mineiro    | Antônio Accioly | 6 de novembro  | 32ª    | [ 52 ] |
| 10  | 3 275   | Red Bull Bragantino | 2–1    | Juventude           | Nabi Abi Chedid | 15 de junho    | 9ª     | [ 53 ] |

Médias de público
Estas são as médias de público dos clubes no campeonato. Consideram-se apenas os jogos da equipe como mandante e o público pagante:
| Pos.  | Equipe               | Média  | Total     | Mandos | Maior  | Menor  |
| ----- | -------------------- | ------ | --------- | ------ | ------ | ------ |
| 1     | Flamengo             | 51 084 | 970 602   | 19     | 62 528 | 26 812 |
| 2     | Corinthians          | 43 605 | 828 501   | 19     | 46 085 | 37 689 |
| 3     | São Paulo            | 39 903 | 758 157   | 19     | 58 065 | 14 256 |
| 4     | Bahia                | 36 022 | 684 409   | 19     | 48 267 | 22 893 |
| 5     | Fluminense           | 32 171 | 611 240   | 19     | 56 225 | 13 446 |
| 6     | Palmeiras            | 31 328 | 595 237   | 19     | 41 175 | 12 108 |
| 7     | Fortaleza            | 31 125 | 591 382   | 19     | 56 646 | 11 922 |
| 8     | Internacional        | 30 820 | 585 584   | 19     | 50 529 | 9 978  |
| 9     | Athletico Paranaense | 30 314 | 575 957   | 19     | 41 573 | 15 635 |
| 10    | Cruzeiro             | 30 028 | 540 511   | 18     | 57 525 | 7 909  |
| 11    | Atlético Mineiro     | 28 961 | 463 380   | 16     | 38 843 | 17 403 |
| 12    | Botafogo             | 25 775 | 489 731   | 19     | 57 587 | 7 801  |
| 13    | Vitória              | 23 249 | 441 731   | 19     | 30 644 | 14 143 |
| 14    | Grêmio               | 20 345 | 386 556   | 19     | 42 699 | 4 623  |
| 15    | Vasco da Gama        | 20 248 | 384 719   | 19     | 64 848 | 4 897  |
| 16    | Criciúma             | 13 667 | 259 676   | 19     | 18 024 | 7 942  |
| 17    | Juventude            | 8 671  | 164 750   | 19     | 26 476 | 4 444  |
| 18    | Atlético Goianiense  | 7 168  | 136 189   | 19     | 31 627 | 2 236  |
| 19    | Red Bull Bragantino  | 5 987  | 113 746   | 19     | 9 989  | 3 018  |
| 20    | Cuiabá               | 5 732  | 108 916   | 19     | 11 815 | 1 684  |
| Total | Total                | 25 774 | 9 691 153 | 376    | 64 848 | 1 684  |

## Mudanças de técnicos
| Clube                | Antecessor                     | Data           | Última partida                       | Rod | Pos | Sucessor                   | Ref.            |
| -------------------- | ------------------------------ | -------------- | ------------------------------------ | --- | --- | -------------------------- | --------------- |
| São Paulo            | Thiago Carpini                 | 18 de abril    | Flamengo 2–1 São Paulo               | 2ª  | 19º | Luis Zubeldía              | [ 56 ] [ 57 ]   |
| Vasco da Gama        | Ramón Díaz                     | 27 de abril    | Vasco da Gama 0–4 Criciúma           | 4ª  | 16º | Álvaro Pacheco             | [ 59 ] [ 60 ]   |
| Cuiabá               | Luiz Fernando Iubel (interino) | 1 de maio      | Cuiabá 0–3 Atlético Mineiro          | 4ª  | 20º | Petit                      | [ 61 ]          |
| Vitória              | Léo Condé                      | 14 de maio     | Vasco da Gama 2–1 Vitória            | 6ª  | 18º | Thiago Carpini             | [ 62 ] [ 63 ]   |
| Vasco da Gama        | Álvaro Pacheco                 | 20 de junho    | Juventude 2–0 Vasco da Gama          | 10ª | 17º | Rafael Paiva (interino)    | [ 64 ] [ 65 ]   |
| Atlético Goianiense  | Jair Ventura                   | 21 de junho    | Atlético Goianiense 1–2 Criciúma     | 10ª | 16º | Vagner Mancini             | [ 67 ] [ 68 ]   |
| Athletico Paranaense | Cuca                           | 24 de junho    | Athletico Paranaense 1–1 Corinthians | 11ª | 5º  | Martín Varini              | [ 70 ] [ 71 ]   |
| Fluminense           | Fernando Diniz                 | 24 de junho    | Fluminense 0–1 Flamengo              | 11ª | 20º | Mano Menezes               | [ 73 ] [ 74 ]   |
| Corinthians          | António Oliveira               | 2 de julho     | Palmeiras 2–0 Corinthians            | 13ª | 19º | Ramón Díaz                 | [ 76 ] [ 77 ]   |
| Internacional        | Eduardo Coudet                 | 10 de julho    | Internacional 1–2 Juventude          | 14ª | 11º | Roger Machado              | [ 78 ] [ 79 ]   |
| Juventude            | Roger Machado                  | 17 de julho    | Juventude 1–1 Atlético Mineiro       | 17ª | 12º | Jair Ventura               | [ 80 ] [ 81 ]   |
| Atlético Goianiense  | Vagner Mancini                 | 5 de agosto    | Atlético Goianiense 1–4 Botafogo     | 21ª | 20º | Umberto Louzer             | [ 82 ] [ 83 ]   |
| Cuiabá               | Petit                          | 27 de agosto   | Palmeiras 5–0 Cuiabá                 | 24ª | 19º | Bernardo Franco            | [ 84 ] [ 85 ]   |
| Cruzeiro             | Fernando Seabra                | 23 de setembro | Cuiabá 0–0 Cruzeiro                  | 27ª | 7º  | Fernando Diniz             | [ 86 ] [ 87 ]   |
| Athletico Paranaense | Martín Varini                  | 23 de setembro | Criciúma 0–0 Athletico Paranaense    | 27ª | 13º | Lucho González             | [ 88 ] [ 89 ]   |
| Flamengo             | Tite                           | 30 de setembro | Flamengo 1–0 Athletico Paranaense    | 28ª | 4º  | Filipe Luís                | [ 90 ] [ 91 ]   |
| Juventude            | Jair Ventura                   | 26 de outubro  | Flamengo 4–2 Juventude               | 31ª | 17º | Fábio Matias               | [ 92 ] [ 93 ]   |
| Red Bull Bragantino  | Pedro Caixinha                 | 27 de outubro  | Red Bull Bragantino 0–1 Botafogo     | 31ª | 16º | Fernando Seabra            | [ 94 ] [ 95 ]   |
| Atlético Goianiense  | Umberto Louzer                 | 29 de outubro  | Grêmio 3–1 Atlético Goianiense       | 31ª | 20º | Anderson Gomes (interino)  | [ 96 ] [ 97 ]   |
| Vasco da Gama        | Rafael Paiva (interino)        | 24 de novembro | Corinthians 3–1 Vasco da Gama        | 35ª | 11º | Felipe Maestro (interino)  | [ 98 ] [ 99 ]   |
| Atlético Mineiro     | Gabriel Milito                 | 4 de dezembro  | Vasco da Gama 2–0 Atlético Mineiro   | 37ª | 14º | Lucas Gonçalves (interino) | [ 100 ] [ 101 ] |

## Premiação
| Campeonato Brasileiro 2024 Série A |
| Rio de Janeiro                     |
| ---------------------------------- |
| BOTAFOGO Campeão (3.º título)      |

| Pos.             | Jogador            | Clube         |
| ---------------- | ------------------ | ------------- |
| G                | John               | Botafogo      |
| LD               | Wesley             | Flamengo      |
| Z                | Alexander Barboza  | Botafogo      |
| Z                | Bastos             | Botafogo      |
| LE               | Alexandro Bernabei | Internacional |
| V                | Gerson             | Flamengo      |
| V                | Marlon Freitas     | Botafogo      |
| M                | Rodrigo Garro      | Corinthians   |
| M                | Alan Patrick       | Internacional |
| A                | Luiz Henrique      | Botafogo      |
| A                | Estêvão            | Palmeiras     |
| T                | Artur Jorge        | Botafogo      |
| Melhor Jogador   | Luiz Henrique      | Botafogo      |
| Artilheiros      | Yuri Alberto       | Corinthians   |
| Artilheiros      | Alerrandro         | Vitória       |
| Revelação        | Estêvão            | Palmeiras     |
| Craque da Galera | Rodrigo Garro      | Corinthians   |
| Gol Mais Bonito  | Alerrandro         | Vitória       |
| Não É Só Futebol | Thiago Maia        | Internacional |
| Não É Só Futebol | Diego Costa        | Grêmio        |
| Não É Só Futebol | Nenê               | Juventude     |

| Pos.         | Jogador            | Clube         |
| ------------ | ------------------ | ------------- |
| G            | John               | Botafogo      |
| LD           | William            | Cruzeiro      |
| Z            | Bastos             | Botafogo      |
| Z            | Gustavo Gómez      | Palmeiras     |
| LE           | Alexandro Bernabei | Internacional |
| V            | Marlon Freitas     | Botafogo      |
| M            | Alan Patrick       | Internacional |
| M            | Rodrigo Garro      | Corinthians   |
| M            | Jefferson Savarino | Botafogo      |
| A            | Luiz Henrique      | Botafogo      |
| A            | Estêvão            | Palmeiras     |
| T            | Artur Jorge        | Botafogo      |
| Bola de Ouro | Estêvão            | Palmeiras     |
| Revelação    | Estêvão            | Palmeiras     |

### Jogador do mês
| Mês      | Jogador            | Pos. | Clube            | Estatísticas | Estatísticas | Estatísticas | Ref.    |
| Mês      | Jogador            | Pos. | Clube            | J            | G            | A            | Ref.    |
| -------- | ------------------ | ---- | ---------------- | ------------ | ------------ | ------------ | ------- |
| Abril    | Gustavo Scarpa     | M    | Atlético Mineiro | 4            | 2            | 2            | [ 105 ] |
| Maio     | Nicolás de la Cruz | M    | Flamengo         | 2            | 0            | 1            | [ 106 ] |
| Junho    | Pedro              | A    | Flamengo         | 7            | 4            | 4            | [ 107 ] |
| Julho    | Pedro              | A    | Flamengo         | 6            | 4            | 1            | [ 108 ] |
| Agosto   | Luiz Henrique      | A    | Botafogo         | 4            | 1            | 0            | [ 109 ] |
| Setembro | Alan Patrick       | M    | Internacional    | 6            | 4            | 2            | [ 110 ] |
| Outubro  | Gerson             | M    | Flamengo         | 3            | 0            | 2            | [ 111 ] |
| Novembro | Yuri Alberto       | A    | Corinthians      | 4            | 5            | 0            | [ 112 ] |

### Goleiro do mês
| Mês      | Goleiro      | Clube                | Estatísticas | Estatísticas | Estatísticas | Ref.    |
| Mês      | Goleiro      | Clube                | J            | D            | CS           | Ref.    |
| -------- | ------------ | -------------------- | ------------ | ------------ | ------------ | ------- |
| Abril    | Bento        | Athletico Paranaense | 4            | 12           | 2            | [ 113 ] |
| Maio     | Bento        | Athletico Paranaense | 2            | 7            | 2            | [ 114 ] |
| Junho    | Weverton     | Palmeiras            | 6            | 27           | 3            | [ 115 ] |
| Julho    | João Ricardo | Fortaleza            | 7            | 26           | 3            | [ 116 ] |
| Agosto   | Hugo Souza   | Corinthians          | 4            | 15           | 1            | [ 117 ] |
| Setembro | Weverton     | Palmeiras            | 4            | 20           | 3            | [ 118 ] |
| Outubro  | Hugo Souza   | Corinthians          | 3            | 9            | 1            | [ 119 ] |
| Novembro | John         | Botafogo             | 5            | 12           | 3            | [ 120 ] |

### Revelação do mês
| Mês      | Jogador         | Pos. | Clube            | Estatísticas | Estatísticas | Estatísticas | Ref.    |
| Mês      | Jogador         | Pos. | Clube            | J            | G            | A            | Ref.    |
| -------- | --------------- | ---- | ---------------- | ------------ | ------------ | ------------ | ------- |
| Abril    | Mateo Ponte     | LD   | Botafogo         | 3            | 1            | 0            | [ 121 ] |
| Maio     | Alisson         | A    | Atlético Mineiro | 1            | 0            | 0            | [ 122 ] |
| Junho    | Kaiki           | LE   | Cruzeiro         | 4            | 0            | 0            | [ 123 ] |
| Julho    | Mateus Carvalho | V    | Vasco da Gama    | 6            | 1            | 0            | [ 124 ] |
| Agosto   | Estêvão         | A    | Palmeiras        | 2            | 2            | 3            | [ 125 ] |
| Setembro | Igor Jesus      | A    | Botafogo         | 3            | 0            | 0            | [ 126 ] |
| Outubro  | Luiz Henrique   | A    | Botafogo         | 3            | 0            | 0            | [ 127 ] |
| Novembro | Wesley          | LD   | Flamengo         | 3            | 0            | 0            | [ 128 ] |